# 枪机

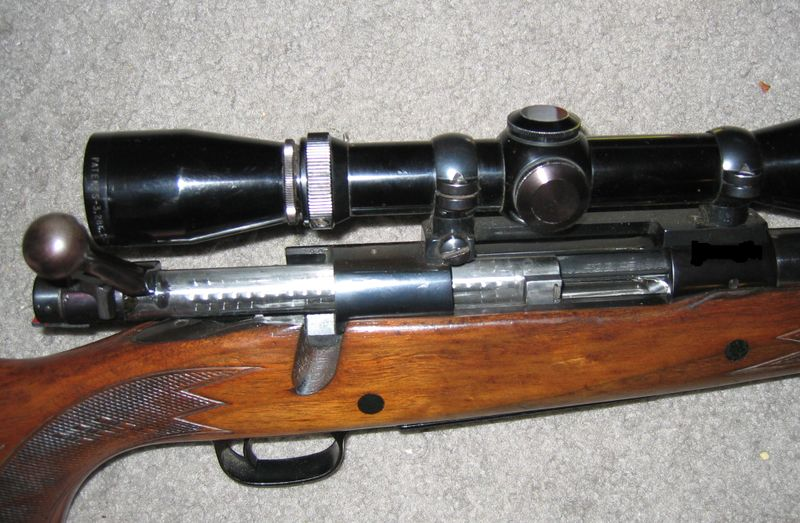
栓动步枪的枪机

枪机（英語：Action）是后膛枪械的一个重要部分，泛指用来完成子弹的給彈、装填、闭锁、擊發、開鎖、退壳、拋殼等一系列动作的所有机械部件。
在传统的手动枪械中，手動槍機通常由负责装退枪弹的枪栓（bolt）和负责击发枪弹的扳机组件（trigger group）两个主要部分组成。而在现代设计的半自动、全自动和突擊步槍的枪机中，除了枪栓被扩展成为枪栓座组件（bolt carrier group）之外，还额外包括控制枪机循环运行速度的火控组件（fire control group）和导气系统（gas system）等部分。

## 單發射擊（手動裝填彈藥槍機動作）

單發步槍槍機分類圖，上列左-傾斜式閉鎖閂，中-轉動式閉鎖閂，右-活門板式閉鎖閂（側掀）。下列左-豎楔式閉鎖閂、中-活門板式閉鎖閂（上掀）、右-螺絲式閉鎖閂（Ferguson rifle）

僅能一次裝填一發子彈（包含非金屬彈殼彈藥），射擊程序必須以人力完成包括裝填（loads）、鎖定（locks）、發射（ fires）、退殼（extracts ）、拋殼（ ejects ）等動作稱為單發式步槍（Bolt action rifle），清末民初時俗稱「單打一」，依此定義德萊賽針發槍（德語：Zündnadelgewehr）和夏波賽（Chassepot Fusil modèle 1866）和夏普斯步槍歸類為單發式步槍，現代俗稱「栓动式步枪」、「手動槍機步槍」）。19世紀後期問世的後膛槍械因當時加工技術和材料限制，大多數後膛槍械採用後膛閉鎖（Breechblock）組件来封閉膛室完成火藥燃燒、高壓氣體推進子彈前進的要求，後膛封閉組件多採用塊狀金屬加工成「閉鎖閂」（Block，或譯成閂鎖），堵塞發射藥燃燒後高壓高溫氣體洩出和增進彈頭效力，但是密閉效果不佳，要等到「管狀閉鎖閂」（德語：Repetierbüchse），就是今日俗稱「旋轉後拉式槍機」又稱「毛瑟式槍機」、「手動槍機」、「栓式槍機」，問世才完善密閉效果。依照槍機型式和運作原理可分類以下幾種。

### 傾斜式（Tilting block）

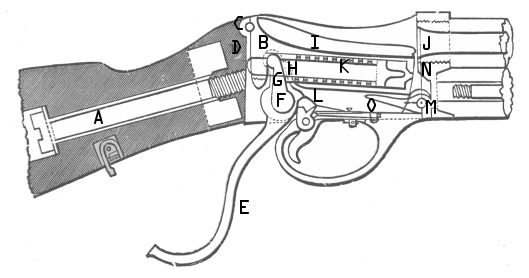
亨利-馬提尼步槍透視圖

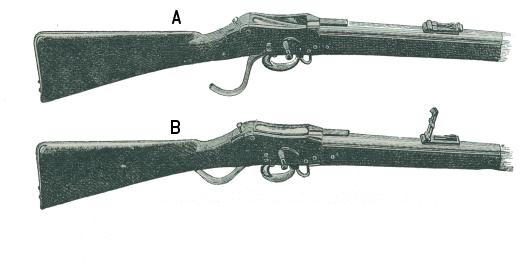
亨利-馬提尼步槍
A: 閉鎖閂下沉預備裝填彈藥
B: 閉鎖閂上揚上膛狀態

美國人亨利·皮博迪的設計的皮博迪步槍是最早使用「傾斜式閉鎖閂」槍機，當拉下扳機護圈時，閉鎖閂組件向膛室方向小角度傾斜，露出膛室，填裝凸緣式底火金屬殼子彈，上拉扳機護圈完成膛室閉鎖，擊發後下拉扳機護圈，彈殼會退出。英國在1871年後服役的第一種專門設計使用金屬定裝彈後膛槍亨利-馬提尼步槍採用相似設計，在英軍服役長達30年的亨利-馬提尼步槍堪稱大英帝國的代表性武器。

### 豎楔式（Falling block）
運作原理類似火炮的滑楔閉鎖原理（比如德國豹二主力戰車所用120公釐戰車炮），以夏普斯步槍為例，豎楔式閉鎖閂是方形，沿著槍機匣容納艙壁上的凹槽做垂直上下滑動。扳機護弓（也譯為扳機護圈）和豎楔式閉鎖閂是連動的，當射手向下扳機護弓，豎楔式閉鎖閂也同時下滑，這時膛室就露出來，子彈是預先裝好火藥、鉛彈頭的紙殼彈（也可用亞麻布）。填裝後，往上拉扳機護弓，閉鎖閂上升，設計有鋒利半圓形切面豎楔式閉鎖閂上緣，可以在閉鎖時順便切開紙殼彈的尾部，從而露出黑火藥，這就省卻以往前膛槍裝彈時，射手用牙齒咬開子彈藥包的步驟。微拉開鳥嘴形撞擊錘，填裝雷汞火帽，再拉開擊錘呈待發狀態，扣下扳機擊發，引爆火帽然後引燃膛室紙殼彈中的黑火藥（裝有9公克黑火藥）。要再次射擊，下拉扳機護弓露出槍膛藥室，呼氣吹走子彈殘渣，目視檢查膛室內無異物殘留，再次裝填步驟同前。這款槍結構簡單，槍機只有三個部件：閉鎖閂、閉氣圈、連結插銷，非常容易清洗，不用任何工具就能拆解。

### 轉動式（Rolling block）
運作原理是閉鎖閂作成半圓塊狀，平滑那面朝向膛室，一端以樞紐插銷固定在槍身，一端有個閉鎖閂手柄，拉開擊槌，再拉閉鎖閂手柄往後，裝填凸緣式底火彈藥，推閉鎖閂手柄完成上膛密閉，擊發後依次拉擊槌、閉鎖閂手柄，彈殼彈出完成拋殼動作。此種槍機型首先在1863年由約瑟夫·萊德 (Joseph Rider) 和倫納德·蓋格 (Leonard Geiger) 設計發明，用於發射與斯賓塞卡賓槍相同的金屬定裝彈彈藥。1865年約瑟夫·萊德再次改良後，改名「Remington Rolling Block」。使用雷明頓轉動式閉鎖閂槍機運作原理的槍械有春田M1870型、春田海軍型M1870、春田M1871型。

### 活門板式（Hinged block）

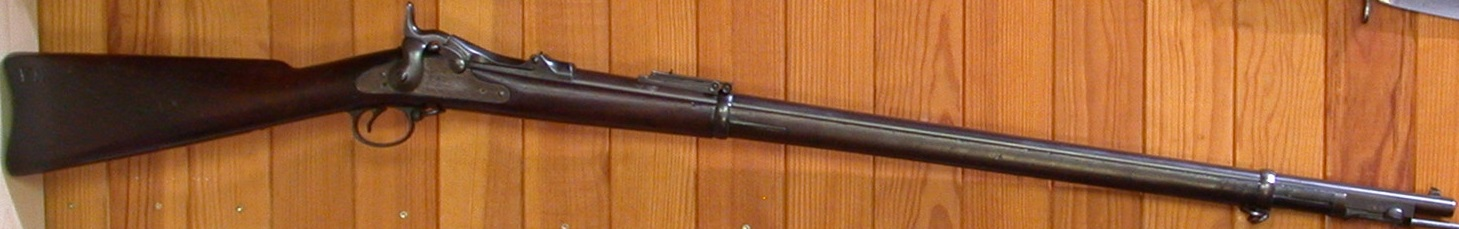
春田 M 1888 步槍

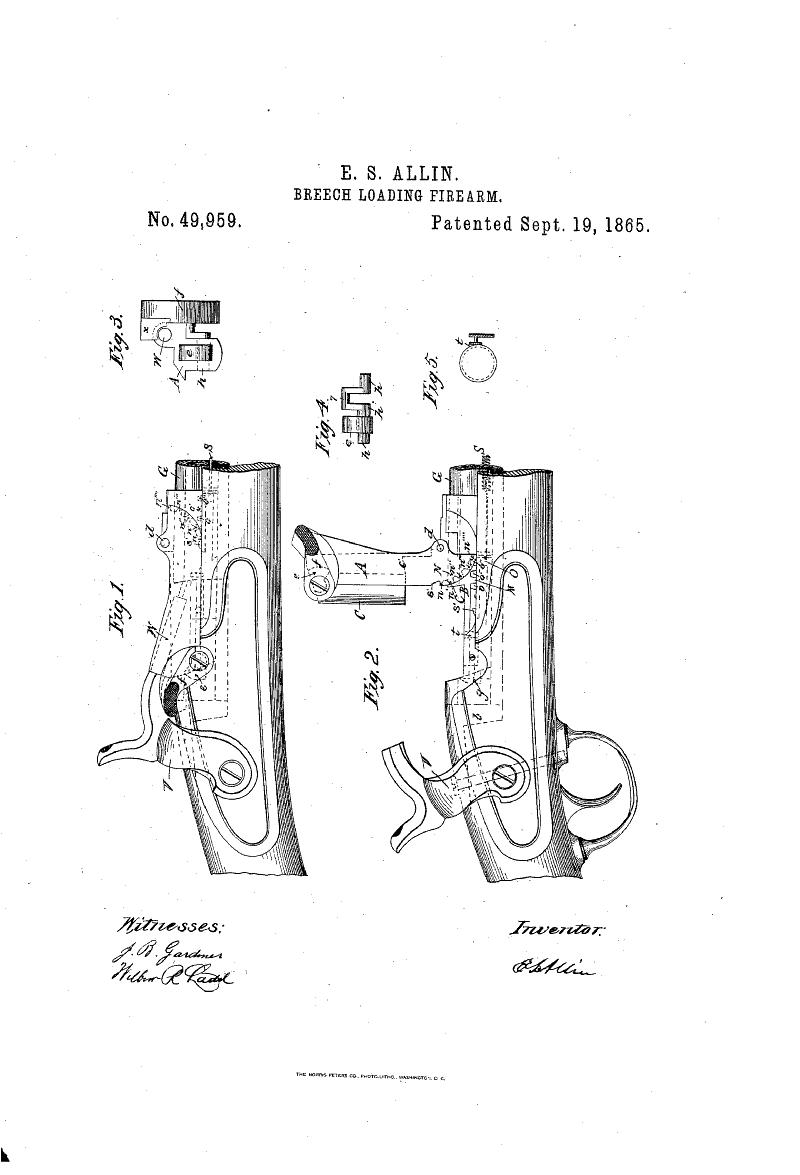
春田步槍鉸鍊式閉鎖閂示意圖

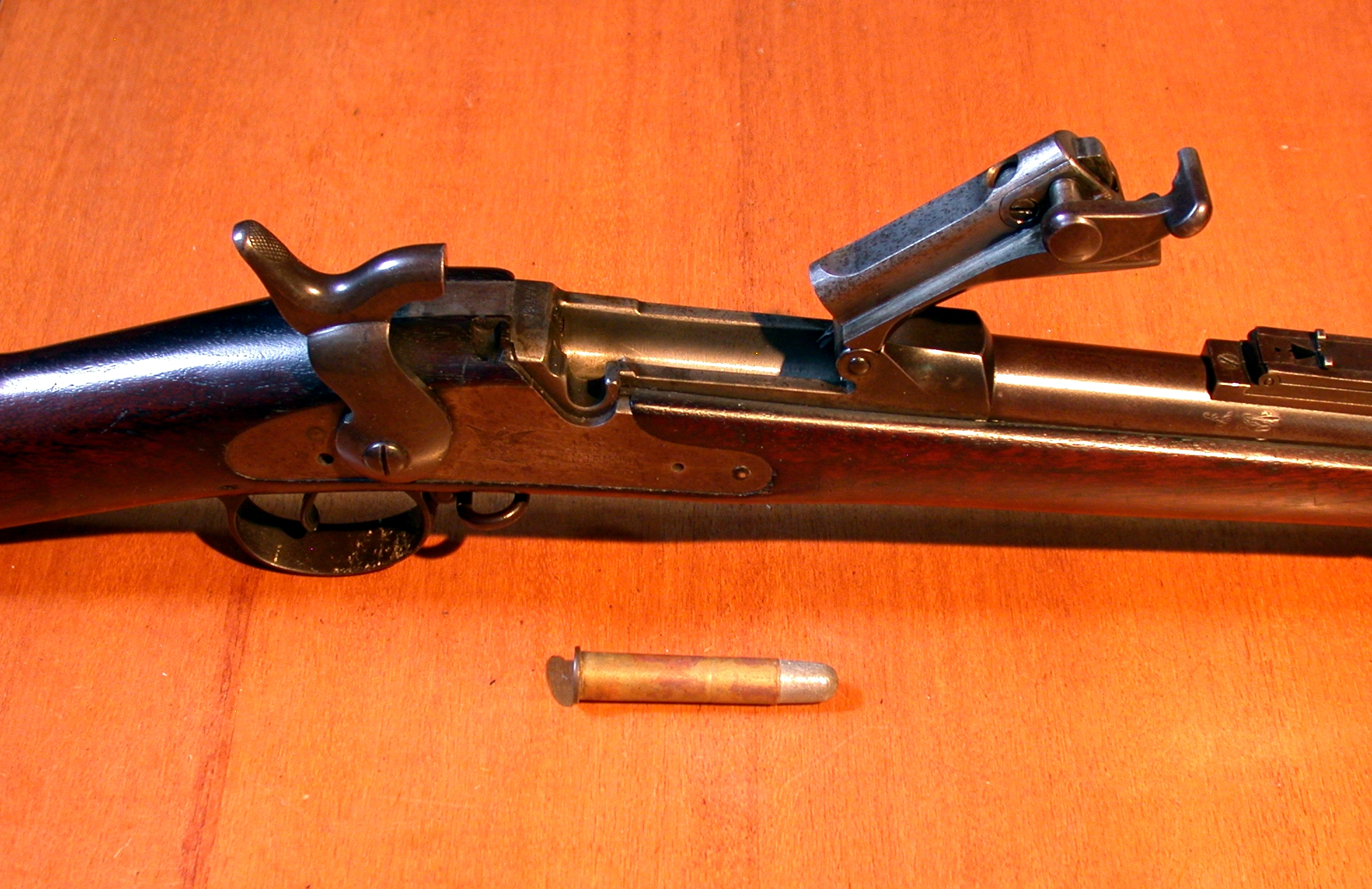
春田 M 1888 步槍，鉸鍊式閉鎖閂（上掀）

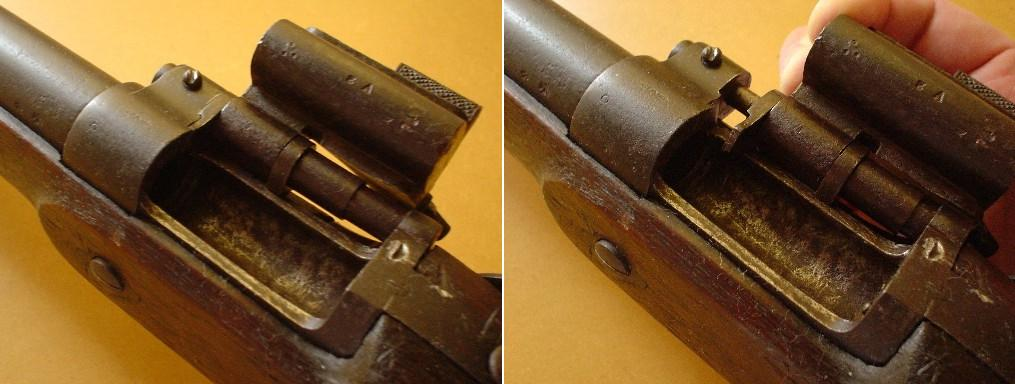
史奈德-恩菲爾德步槍（Snider-Enfield）鉸鍊式閉鎖閂（側掀）

活門板式閉鎖閂槍機組件是一塊略大於膛室外徑的閉鎖閂（類似百葉鉸鍊活動方式），用鉸鍊以垂直或水平於槍管方向接合在膛室上方或側方像活板門運作完成膛室閉鎖工作。操作過程拉開擊錘，翻開「鉸鍊式閉鎖閂」，裝填凸緣式底火子彈，蓋上閉鎖閂，完成待擊準備。沙俄於 1868 年服役的伯丹式步槍，春田M1888型和史奈德步槍採用本款槍機。

### 中折式（Break action）

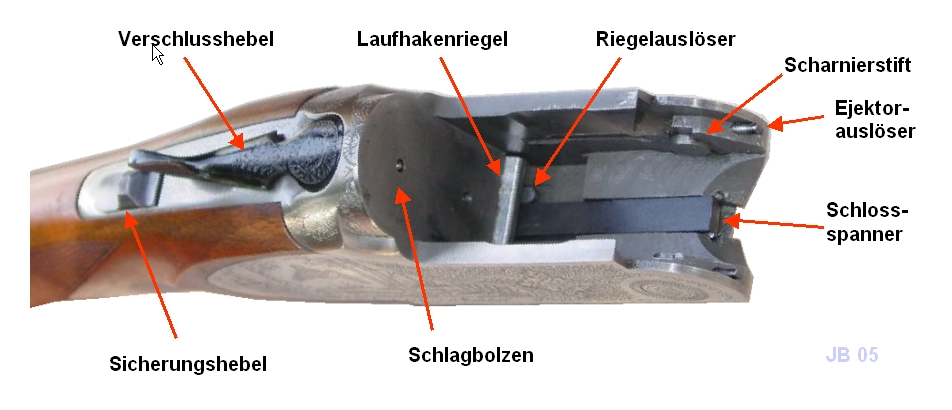
中折式閉鎖機制的構造圖

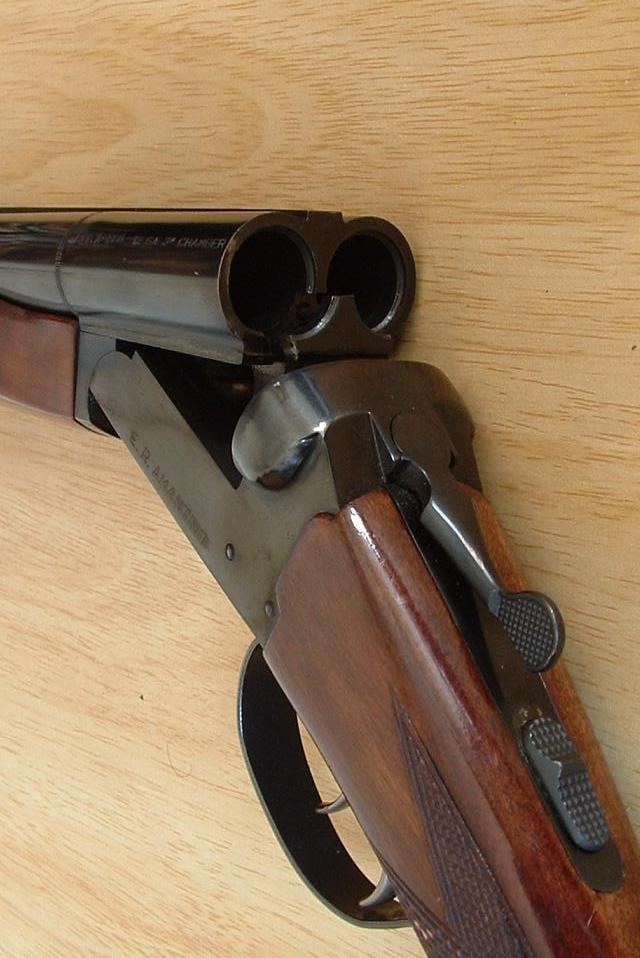
水平並列雙槍管獵槍，槍管尾和容納閉鎖閂機制的槍托互成L型以大型螺絲鉸接，膛室口凸形金屬塊是退殼鉤，扳機上方的撥桿是切換槍管用，撥桿後方有個長形金屬塊，那是保險，控制擊針

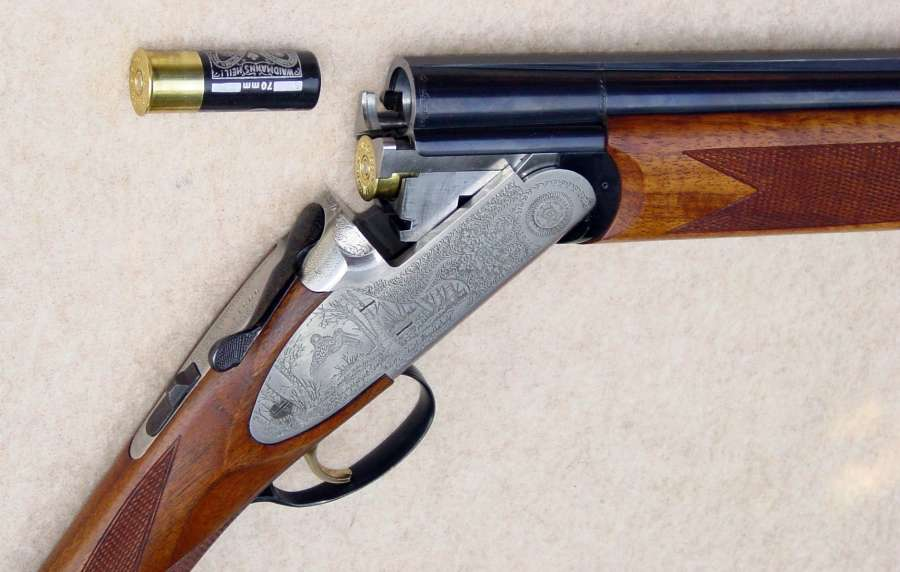
垂直並排雙槍管獵槍

使用中折式閉鎖閂構造的槍管樣式組合

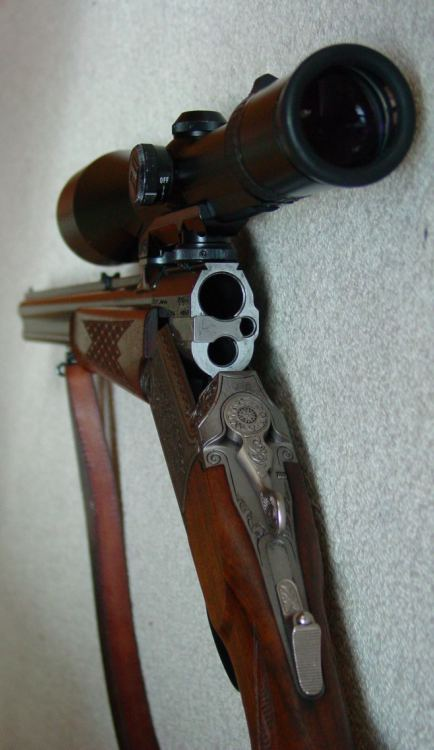
Blaser BD98獵槍 三種不同口徑，可稱為複合槍或組合槍，閉鎖閂機制和扳機在槍托前端

中折式槍機常用於單管或雙管式獵槍，民間土造槍械，槍管和閉鎖閂組件以鉸接結合，閉鎖閂總成包含擊針、退殼鉤，切換射擊鈕桿，保險鈕等，扳機及護圈通常另外安置。「中折式」槍機構造可用多種口徑槍管混合配置或多管槍管配置，且能使用大口徑彈藥，比如M79榴彈發射器。

### 其他槍機型式

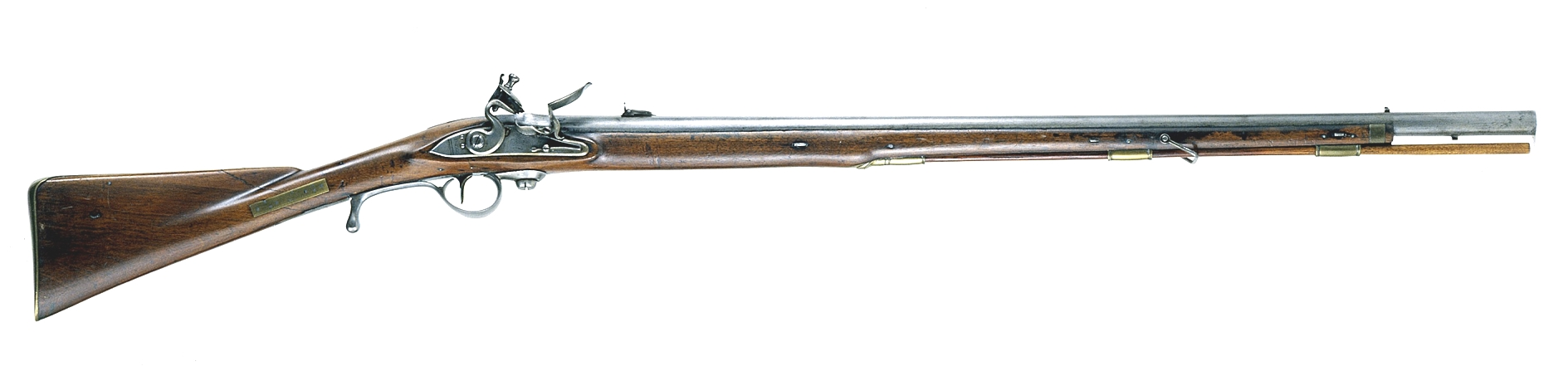
佛格森步槍

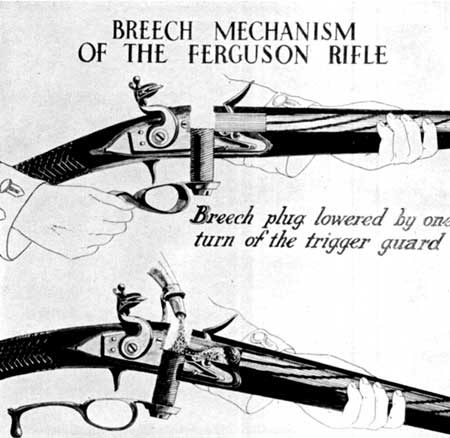
佛格森閉鎖閂示意圖

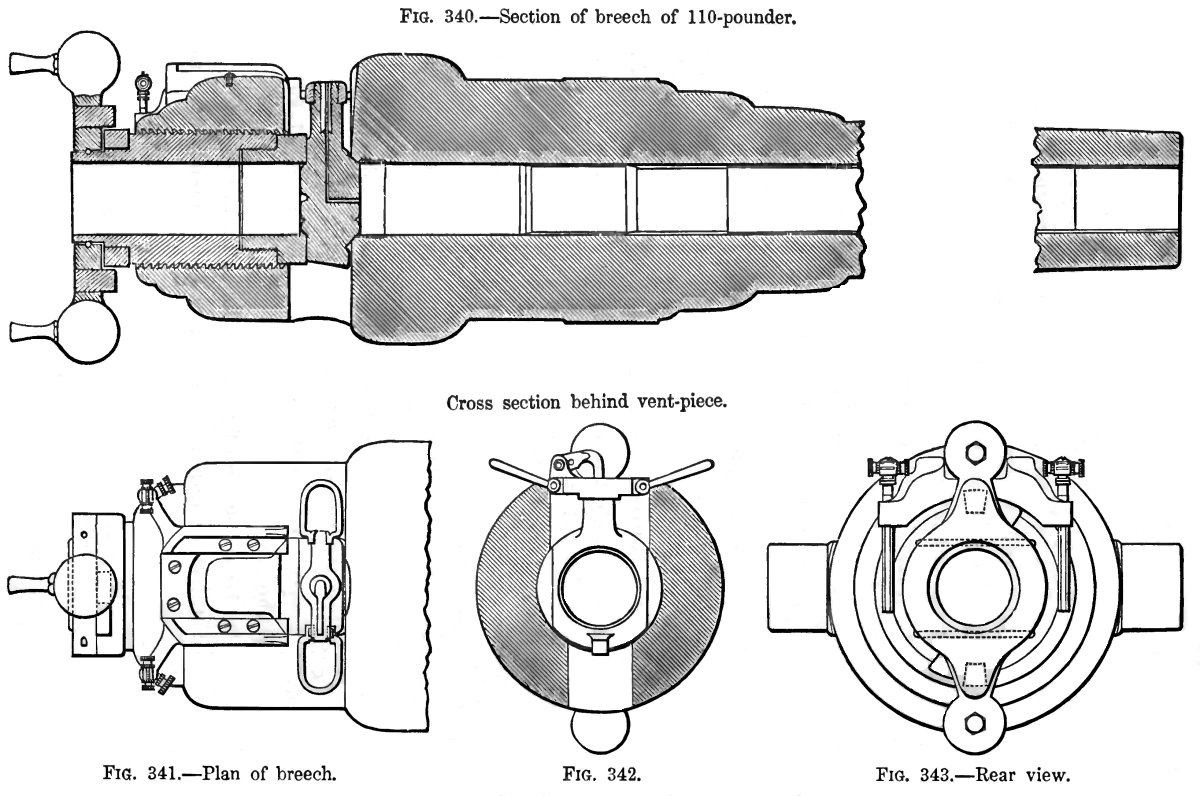
阿姆斯壯線膛後裝砲炮閂示意圖

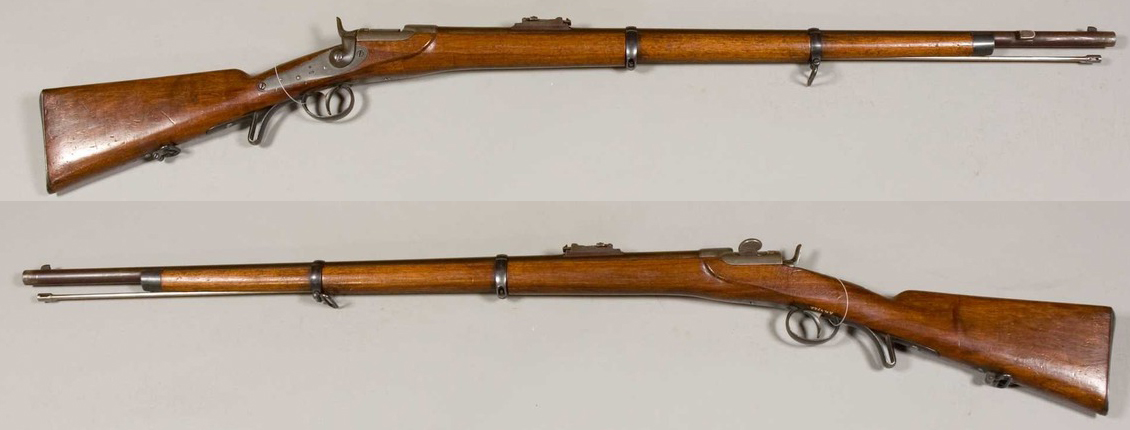
M1867 Werndl–Holub 步槍

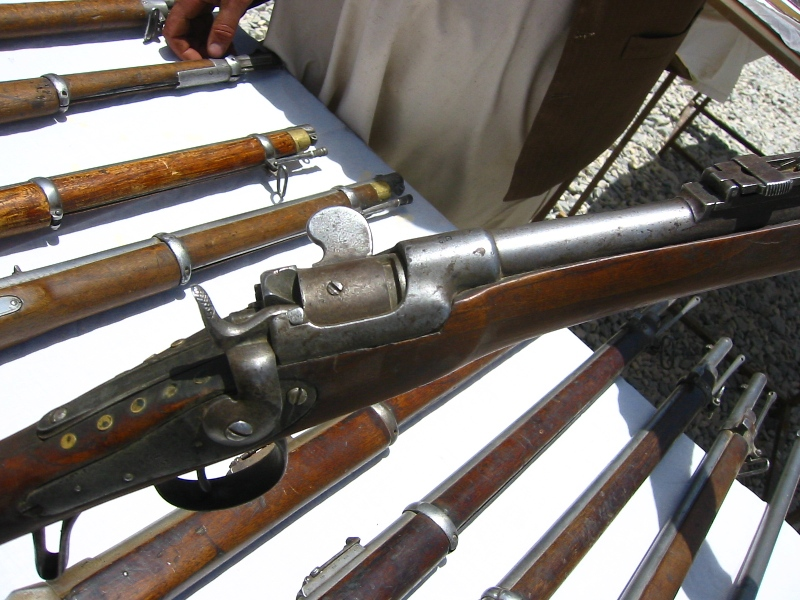
M1867 Werndl–Holub 拉開擊錘，將藥室後有柄圓管順時鐘迴轉為膛室開鎖反之為閉鎖

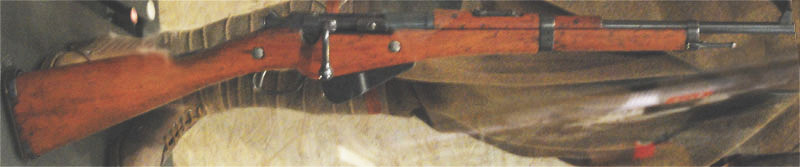
Berthier M1916

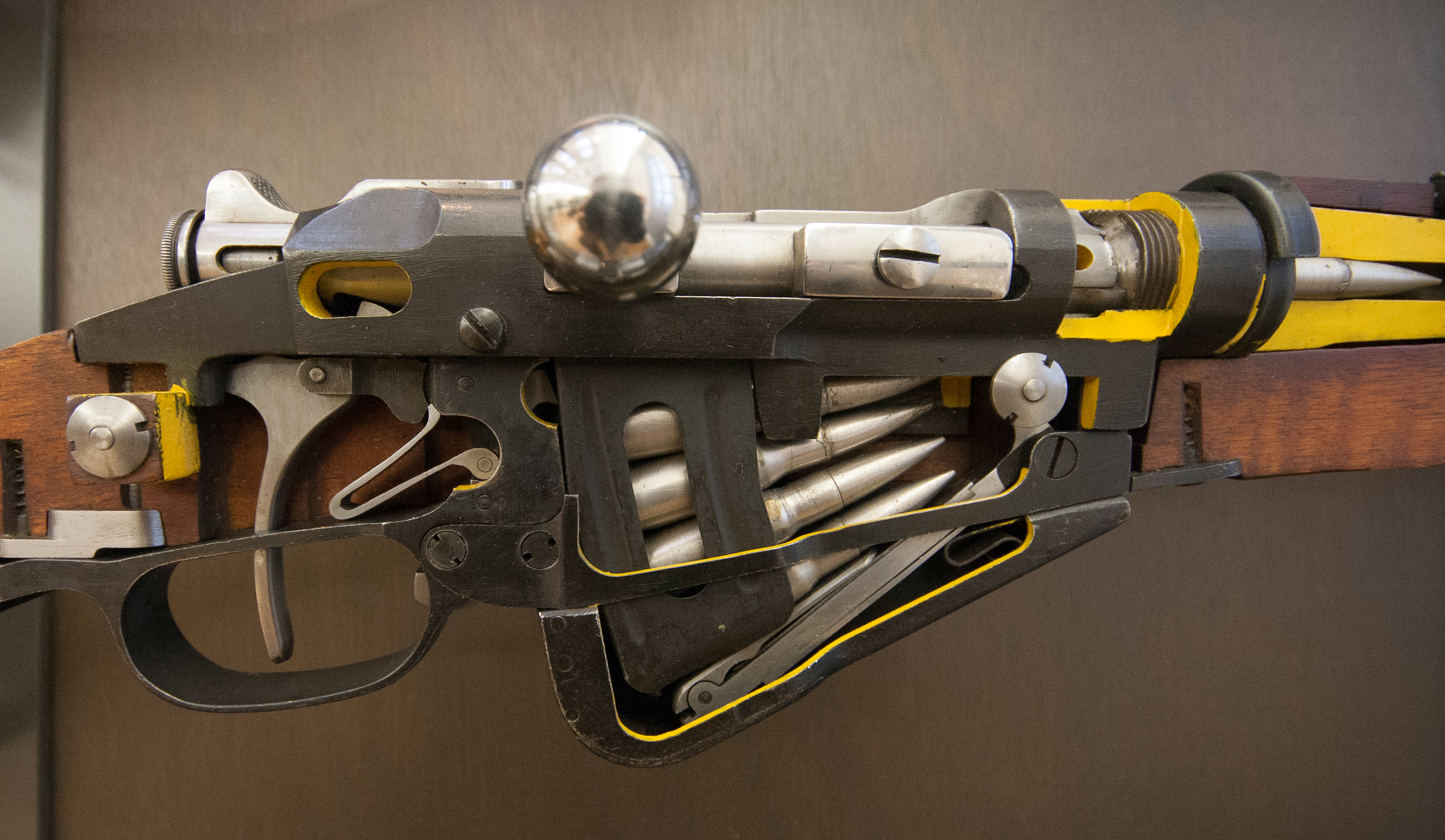
Berthier Mle1916 carbine 剖視圖

- 奧匈帝國軍隊採用M1867 Werndl–Holub（英语：Werndl–Holub rifle）步槍是使用類似側掀式鉸鍊式閉鎖閂構造，改用半圓金屬塊當閉鎖閂，接合處在槍管尾、中心軸下方，閉鎖閂迴轉180度完成開鎖閉鎖工作。

- 佛格森步槍這款後膛槍不是使用定裝紙殼彈，它利用前膛燧石槍的後膛切削加工出一個垂直於槍管的管道，利用和扳機護圈連動的管狀火藥盒裝填火藥，將管狀火藥盒降下，從燧石擊發口填入彈丸往前斜傾讓彈丸進入膛室，倒入火藥，火藥盒向膛室一方有圓孔，升起火藥盒將溢出膛室的黑火藥推出到燧石擊發口，固定扳機護圈，壓下燧石擊發鳥嘴，進入待擊模式。

## 連發射擊（連續裝填供彈槍機動作）
以彈倉、彈匣、彈鏈等供彈具連續供彈完成重複射擊，射擊程序必須完成包括裝填（Loads）、鎖定（Locks）、發射（ Fires）、退殼（Extracts ）、拋殼（ Ejects ）等重複動作。

### 手動式槍機（Bolt action）
手動式槍機，俗稱「旋轉後拉式槍機」又稱「毛瑟式槍機」、「手動槍機」，手動式槍機步槍通常擁有固定或可拆卸的盒狀彈倉，但實際上1841年問世的第一款軍用步槍，普魯士德萊賽針發槍，是僅能單發射擊，包括1866 年問世的法國夏波賽步槍 Chassepot Fusil modèle 1866，都是紙殼定裝彈單發式步槍。發射定裝金屬彈藥連發步槍中的第一款軍用步槍是德國1871年問世，使用管狀彈倉的毛瑟1871型步槍。

#### 旋轉後拉式槍機操作方法
以德國毛瑟步槍採用的槍機型式為例：

準備上膛，將保險撥片以拇指推向左側，逆時針旋轉槍機拉柄90度開鎖，在旋轉槍機拉柄的時候，擊針尾部會因為一個螺旋斜面作用向後運動，壓縮擊針簧成待擊狀態，也就是說，在開鎖的時候，擊針簧就被壓縮，而不是在推彈上膛的時候壓縮擊針簧的。將五發子彈裝的彈夾條押入彈倉，向前推槍機，第一發彈被推進槍膛，順時針轉動槍機拉柄90度，機頭閉鎖凸榫和槍管節套內的閉鎖槽扣合，完成閉鎖；阻鐵和擊針扣合，準備擊發。扣動扳機，阻鐵下降，擊針尾和阻鐵脫離，擊針向前衝打擊底火擊發子彈，逆時針旋轉拉機柄90度開鎖，向後拉槍機，抽出空彈殼，在越過拋殼挺時，彈殼被拋出。打光彈倉內最後一發子彈後，托彈板抬起，槍機被頂住，形成無彈後定，提示射手要裝彈。

#### 毛瑟式槍機組件特點
- 抽殼鉤：

毛瑟式槍機的特色就是它的抽殼鈎，毛瑟步槍槍機前端面，左側越過槍機前端面抱過來的是抽殼鈎，右側對稱位置開有一道槽，這是拋殼挺讓位槽，拉槍機向後時，拋殼挺（一片凸起）會從這個槽里伸出來，把彈殼向左頂出去。它的抽殼鈎又長又扁，整個由一片鋼片經過熱處理加工而成，通過一個環套在槍機上，始終保持在槍機右側，槍機旋轉時不會隨槍機一起旋轉。這個抽殼鈎在推彈上膛的時候就勾住子彈的彈底溝槽，在推彈、擊發、抽殼全程都勾住子彈，所以這種抽殼鈎和配套的供彈結搆叫「約束式供彈」，供彈中子彈是被抽殼鈎勾住約束著的。這種結構的優點是供彈可靠性好，能避免出現上雙彈的故障，但是這種整片式的抽殼鈎沒有彈簧、全靠抽殼鈎鋼片本身的彈性完成扣合彈殼的動作，對零件熱處理要求高，容易損壞斷裂，現代槍械武器已經不再使用。毛瑟步槍機匣後橋有一道斜面，轉動槍機拉柄時，因為斜面的作用槍機會微微向後退，起到預抽殼的作用。
- 拋殼挺：

有拋殼挺配合才能將彈膛內抽出的空彈殼拋出槍外。毛瑟系列步槍使用的是剛性拋殼挺，就是在槍機導軌上預留一個凸起，相應地，槍機的對應位置上預留一個讓位槽，當槍機向後拉，抽殼鈎拉住彈殼一起後退，越過這個導軌上的拋殼挺凸起時，抽殼鈎拉、拋殼挺撬，就把空彈殼向右側撬出去。
- 保險裝置：

保險裝置在槍機尾端，當保險撥片在左側時，此時是開保險狀態，可以射擊，保險撥片豎起狀態，此時槍機可以拉動，能夠上膛、退彈，但是不能擊發，保險片撥到右側，此時不但不能擊發，槍機也被鎖住無法拉動，關閉保險時，擊針被保險撥片尾部頂住，不能向前，此時就算扣扳機，也不能釋放擊針。
- 彈夾條和彈倉設計：

毛瑟Gewehr 98步槍以後型號的內置式彈倉內子彈呈雙排交錯排列的，使用5發彈夾條裝填子彈，子彈通過機匣上方壓入彈倉，亦可單發裝填。

#### 手動式槍機步槍典型介紹
- 毛瑟（Mauser）：

毛瑟步槍俗稱的「旋轉後拉式槍機」最初的「槍管節套閉鎖槽閉鎖」使用在毛瑟1871型步槍上，亦有槍機「閉鎖凸榫」（Bolt Lug，也可譯成槍機凸耳）閉鎖用於Gewehr 98步槍以後型號。毛瑟步槍的槍機基本定型是從Gew.98步槍開始，這是一種前端閉鎖的旋轉後拉式槍機。它的頭部有兩個對稱的閉鎖凸榫（Bolt Lug），推入槍管節套（Barrel extension），旋轉，閉鎖凸榫就和槍管節套裡對應的閉鎖凹槽配合，槍機就鎖住不能後退，能安全地發射子彈；發射完畢後，反方向旋轉槍機，槍機頭部的閉鎖凸榫從閉鎖凹槽內旋出，槍機就能開鎖向後拉完成抽殼。毛瑟步槍的旋轉後拉式槍機在推出後一直是很受歡迎的手動槍機設計，至今是世界上最普遍的手動槍機設計，結實耐用並廣泛在各國普及，其中包括M1889李-梅特福式，M1891莫辛-納干式，春田M1903，二戰時的毛瑟Kar98、三八式步槍、九九式步槍等槍機構造都有它的影子。時至今日如一些民用獵槍、運動步槍、雷明登700系列、溫徹斯特M70、M40狙擊步槍及M24狙擊手武器系統等採用。 
- 李-恩菲爾德（Lee-Enfield）：

李-恩菲爾德式槍機首次出現在1889年的李-斯皮德步槍（Lee–Speed rifle）、李-梅特福德步槍（Lee-Metford rifle）及李-恩菲爾德步槍（Lee-Enfield rifle）。李-恩菲爾德式的特點是採用槍機中部的閉鎖凸榫閉鎖，凸榫較小且解鎖角度60度，因而旋轉拉動作較輕距離較短，而不如毛瑟設計安全。經訓練後的射手，以右手拇指、食指推動槍機復進、拉動槍機退殼，中指扣動扳機射擊，可達到接近現代半自動步槍的高射速，但無法發射更高壓的彈藥，現在只有李-恩菲爾德步槍的衍生型仍採用此設計。
- 莫辛-納干（Mosin-Nagant）：

莫辛-納干式槍機由俄土戰爭取得經驗，參照德國毛瑟M1871與法國勒貝爾M1886步槍，於1891年推出，特點為槍機閉鎖凸榫和槍管節套閉鎖槽閉鎖同時使用，槍管節套閉鎖槽解鎖時，因節套閉鎖槽作用，槍機在旋轉後拉的同時還需前行約1-2公釐，因此操作時所需力量最多，而最為笨拙，有老兵笑稱嚴寒時槍機難拉需要用木槌敲擊槍機拉柄解鎖。後來M1891莫辛-納干縮短槍機拉柄以減小攜行時的影響，加大了解鎖力，後來被下彎式槍機拉柄取代。莫辛-納干步槍主要發射180格林的7.62公釐彈藥凸緣彈，無法發射高壓的麥格農彈藥。但優點是易於生產，設計簡單可靠，不需要太多的維護，二戰時間生產量極大，直至現在仍然是民用步槍常見型號之一。

### 旋轉式槍機（Rotating bolt）
槍機構造上可想像毛瑟步槍的旋轉後拉式槍機加上氣體傳動系統帶動連桿、復進簧取代手動操作槍機，比如M1加蘭德步槍、M14自動步槍，唯獨M16步槍系列、HK G36突擊步槍的「旋轉式槍機」大為不同，M16步槍系列的完成裝填（loads）、鎖定（locks）、發射（ fires）、退殼（extracts ）、拋殼（ ejects ）的槍機構造是以一個叫Cam Pin（凸輪銷）的插銷讓槍機頭（Bolt head）／槍機凸耳（Bolt lug）在槍機座(Bolt Carrier)中旋轉，槍機座不旋轉，這種設計的好處是槍機運作過程的作用力是與槍管軸線成一直線，不施力於槍身機匣，這種槍機設計搭配長、短行程活塞氣體傳動成為近代槍械設計主流，如HK416突擊步槍、HK M27步兵自動步槍。

### 轉輪式（Revolver ）
採用此種槍機型式最多的是左輪手槍，使用轉輪式彈巢，用擊錘撞擊子彈底火完成發射目的，缺點是氣閉性差，子彈初速低，裝彈容量低，優點是構造簡單，可使用復裝彈（回收彈殼，填充發射藥換凸底緣底火），大口徑子彈，典型有史密斯威森軍警型左輪手槍、柯爾特蟒蛇左輪手槍。

### 直拉式槍機（Straight pull action）
無需每次進行旋轉閉鎖動作，只進行往復直線運動的槍機構造。美國 M1895 李 海軍型步槍是美軍首款採用直拉式槍機軍用步槍，操作原理是槍機拉柄是用凸輪動作往上往後以小角度傾斜拉出槍機，槍機閉鎖依靠後端拉柄鉤住閉鎖槽。在直拉動作中，槍機可以在不旋轉的情況下，從而將射手所需的操作槍機運動範圍從四次減少到兩次，目的是提高射速。現代槍款改使用複雜的槍機設計來確保鎖定，比如德國Blaser公司在1993年推出布拉塞爾R93狩獵步槍，這是一種新發明的直拉式槍機動作，通過一系列從槍機頭突出／縮回的同心「爪」進行閉鎖，這種設計被稱為Radialbundverschluss（徑向連接）。在奧運射擊運動中，由於射擊速度是一個重要的性能因素且半自動射擊槍械在比賽中禁止使用，所以直拉式槍機相當普遍，這種槍機種類幾乎只在奧運射擊運動上使用。

### 泵浦原理式槍機（Pump action）
俗稱「泵動式槍機」，也稱為「滑動式槍機」（Slide-action），是一種連發槍械的手動槍機型式，多用於俗稱霰彈槍或散彈槍，使用與槍管平行的可滑動護木驅動相連的槍機進行往復運動，從而完成退彈、供彈和連續射擊。泵動式槍機是一種非常耐用可靠的槍機動作機制，常見於發射口徑比較大的彈藥（例如榴彈和散彈）。這些彈藥因為口徑較大，不方便使用橫向並列供彈的盒式彈匣（但也存在此類槍械比如弗蘭基SPAS-15戰鬥霰彈槍、VRPA40 ），所以縱向排列的管式彈倉被廣泛採用。泵動式槍機有許多設計優勢：一是操作過程只有兩個動作（後拉、前推）；幾乎所有操作都可以由負責托槍的手完成，而不用挪開負責扣動扳機的另一手。護木往返大致與槍膛在同一條線上不會產生太多導致瞄準偏離的傾斜力矩，這使得泵動式槍械的射速效率可以高於手動式槍機和槓桿式槍機。同時因為槍機打開時不會阻礙彈倉入口，可以隨時向槍內裝填新的彈藥。

### 槓桿作用式槍機（Lever action）
俗稱「槓桿式」槍機也有簡稱「桿式槍機」，槍款典範有斯賓塞步槍，溫徹斯特步槍等，使用槓桿作用搭配連桿讓方形或管形閉鎖閂與在膛室後進行直線運動，通常以內置式管狀彈倉儲彈，利於快速射擊，19世紀後期出口到中國時，俗稱連珠槍。20世紀初因為不能使用尖頭子彈且不利臥姿射擊，逐漸退出軍隊市場，至今民用市場少有新產品出現。

### 限制釋放式槍機（bolt-release）
也稱「控制桿釋放槍機」（Lever-release ），歐美某些國家為限制具有大容量彈匣或彈倉的半自動武器對社會安全的傷害，立法規定某些槍款必須有「限制單發射擊強迫操作手動上膛」功能。因為歐美槍系都有無彈後定功能，美國槍械廠商針對此功能推出改裝套件讓使用者自行改裝以符合法規，比如加裝限制小道具讓AR-15槍系在單發射擊後，強制槍機座(Bolt Carrier)固定在後，讓槍機卡榫（Bolt Catch）不能如往常一拍卡榫釋放槍機座復位推彈上膛，必須使用手動操作讓槍機卡榫釋放，這種小道具叫「Extended Bolt Catch Release」（遲滯釋放槍機卡榫）。使有無彈後定功能槍械的運作原理和反衝式槍械一致，但是槍機在被反衝力後推之後會被卡榫阻攔無法自動向前復位，需要使用者手動按下一個扳柄／按鈕才能釋放槍機復位並裝填下一發子彈。因為在技術層面仍屬於手動槍的範疇，所以在一些法律限制半自動武器的國家能夠見到，槍械廠因應法案推出如「CZ 515 Tactical 」等產品。

### 自動裝填型式槍械

#### 反衝式作用（Blowback operation）
「反衝式作用」原理是用子彈出槍口時發射藥產生的高壓膨脹氣體，除向前把彈頭推出槍膛，向後的氣體壓力施力在彈殼，將槍機向後推，進行退殼、拋殼，自動完成至下一次的待擊發狀態。MP40衝鋒槍，UZI衝鋒槍皆是反衝式槍機使用典範。

#### 前衝式作用（Blow-forward operation）
「前衝式作用」原理是發射藥氣體壓力和子彈通過槍膛時移動的摩擦力將整個槍管向前拖動，以方便打開槍閂。這種向前的槍管運動提供將用過的彈殼和新彈藥腔排出的大部分所需能量，並且包含最少的運動部件，因此比同等槍管長度的其他操作機構更緊湊。使用典範有Mk 20 Mod 0 grenade launcher。

#### 後座作用（Recoil operation）
「後座作用」也稱「槍管後座式」，使用後座作用的槍枝，射擊時槍管和槍機通過閉鎖機構牢牢地固定在一起，子彈則位於槍管之中。子彈發射出去之後，槍管和槍機在後座力的作用共同向後制動一段距離，然後閉鎖裝置解鎖，槍管和槍機分離，子彈的彈殼得以脫離。後座作用操作設計根據零件在後座力下的移動方式區分為長後座和短後座作用，後者常見有近代手槍典型M1911手槍、二戰時MG42通用機槍。

#### 氣體傳動（Gas operation）

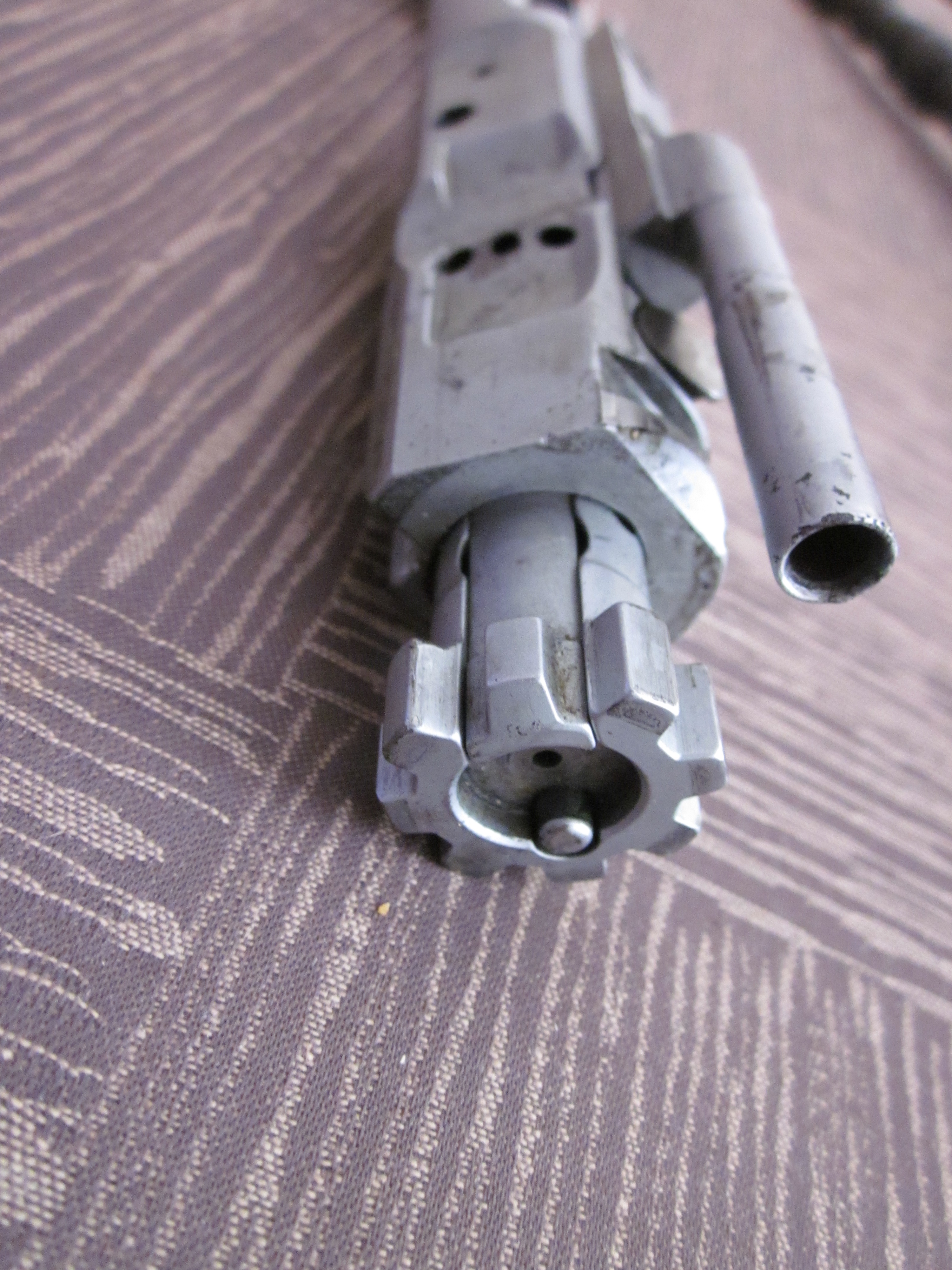
這是AR-10 槍機總成（bolt assembly ），右方長管狀是槍機氣室（作用類似容納活塞運動的氣體缸管），可旋轉活動的槍機頭（bolt head）周圍類似齒輪物是「bolt lug 」（槍機凸耳，可譯成槍機頭鎖耳），有8個，其中一個兼具退殼鈎（extractor）作用，內凹中心是撞針孔，下方圓柱是退殼挺（ejector），膛室閉鎖靠「槍機凸耳」旋轉完成密封，是M16／AR槍系獨有特徵， 過程中槍機座(Bolt Carrier)本體不滾轉，只有槍機凸耳（Bolt lug）旋轉。毛瑟步槍、M14步槍、AK系步槍是旋轉式槍機（Rotating bolt ）。

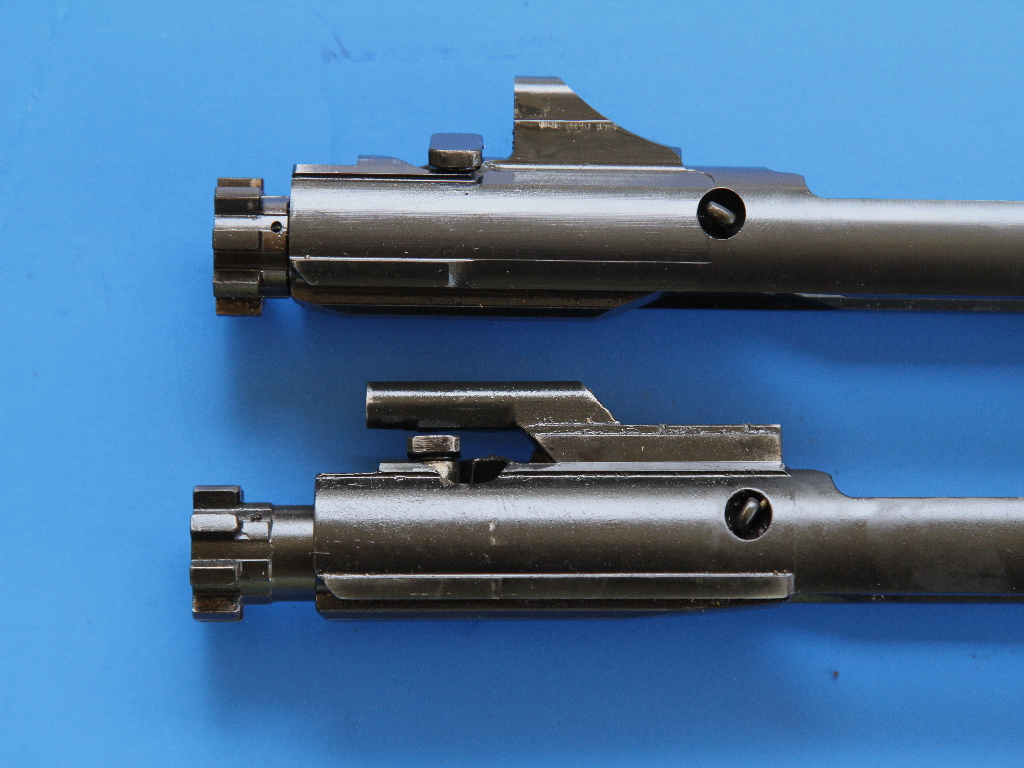
儒格SR-556半自動步槍氣體短行程活塞傳動系統槍機前進閉鎖狀態，下為AR-15氣體直接傳動系統槍機後退開鎖狀態，孔中插銷是固定撞針用，只有槍機凸耳（bolt lug）旋轉，槍機座不旋轉和AK系列步槍Rotating bolt不同，在AR-15槍機氣室底下有塊方頭插銷叫Cam Pin（凸輪銷）作用在使槍機凸耳（Bolt lug）旋轉

也稱「氣動式」、「氣體操作式」，為近代自動射擊槍械三種主要槍機運作方式，另兩種自動射擊槍械槍機運作方式分別是後座作用與反衝作用。
其原理為利用子彈中的發射藥於擊發後所產生的高壓氣體經過槍管上的導孔來推動連結槍機的結構，例如活塞與活塞連桿，導氣管（Gas Tube）與增壓器，以完成槍機的開鎖、退殼、進彈、閉鎖。子彈產生的高壓氣體就是槍枝與槍機總成（Bolt assembly ）自動／半自動射擊運作的來源，比如M4卡賓槍、HK416突擊步槍。

## 枪机部件

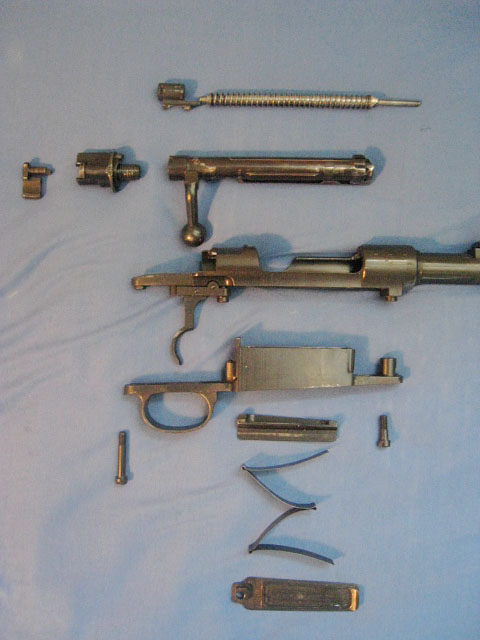
被拆卸开的毛瑟式栓动枪机：（从上往下）
枪栓组件（撞针、机套和机框）、机匣和扳机组件、底件（扳机护圈和弹匣井、枪机螺丝、托弹板、托弹弹簧、弹仓底板）

- 槍機總成（bolt carrier group）
  - 槍機頭／枪栓头（bolt head）
  - 锁耳（locking lug）
  - 撞针（firing pin、striker）
  - 抽壳钩（extractor）
  - 抛壳挺（ejector）
  - 枪栓框（bolt head carrier）
  - 枪栓座（bolt carrier）
  - 栓座匙（Bolt Carrier Key，也稱為 Gas Key,，AR-15步槍專有零件，槍機氣室；〉作用類似容納活塞運動的氣體缸管））
  - 拉机柄（cocking handle），也称栓柄（bolt handle）
  - 机套（shroud）
  - 击锤（hammer）
- 缓冲管组件（buffer tube assembly）
  - 缓冲配重（recoil buffer）
  - 缓冲弹簧（buffer spring）
  - 机匣扩展管（receiver extension tube）
- 火控组件（fire control group）
  - 扳机组件（trigger group）
    - 扳机盒（trigger housing）
    - 扳机片（trigger blade）
    - 扳机套（trigger shoe）

  - 阻铁（sear）
  - 保险（safety）
  - 脱离器（disconnector）
  - 选发钮（selector）
- 导气系统（gas system）
  - 导气管（gas tube）
  - 气活塞（gas piston）
  - 活塞桿（piston rod）

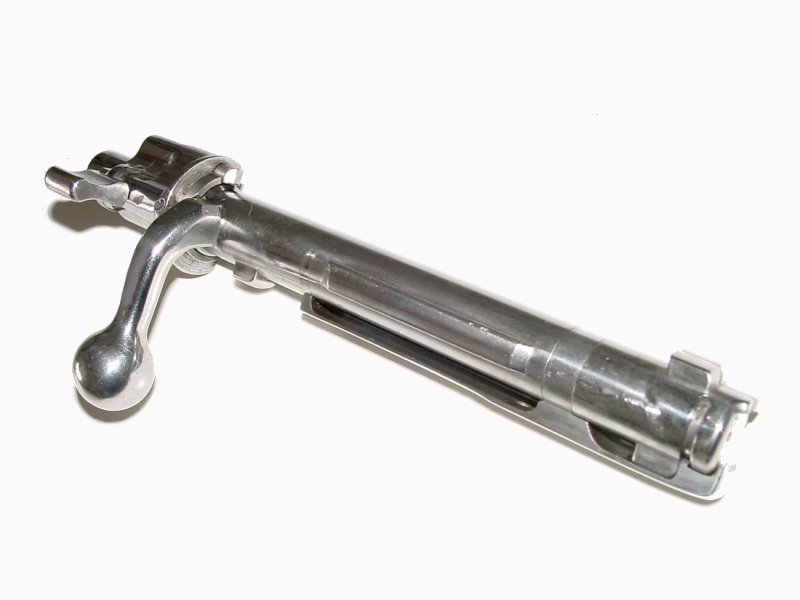
Gewehr 98步槍的旋轉後拉式槍機總成
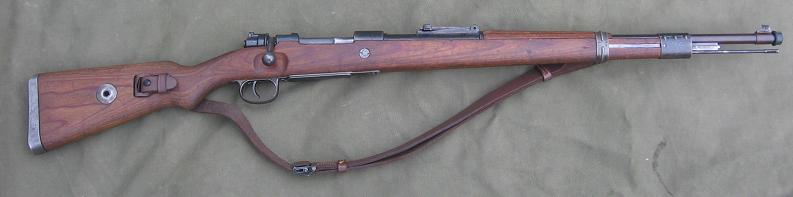
毛瑟 Kar98k步槍
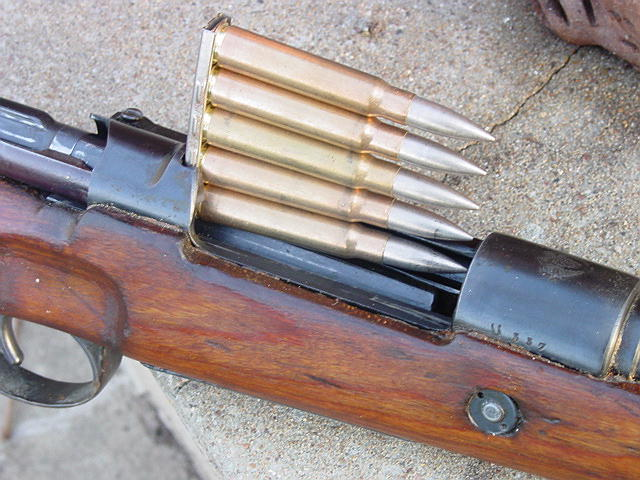
5發裝彈夾條裝填入毛瑟式槍機
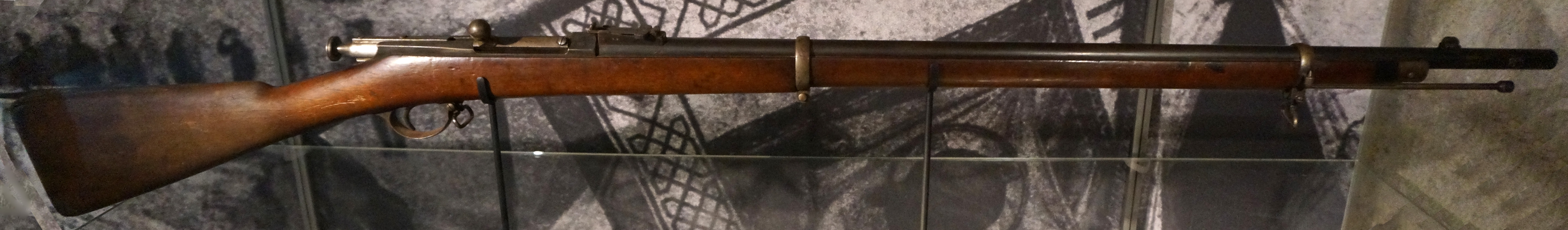
沙俄時期的Berdan model 1870
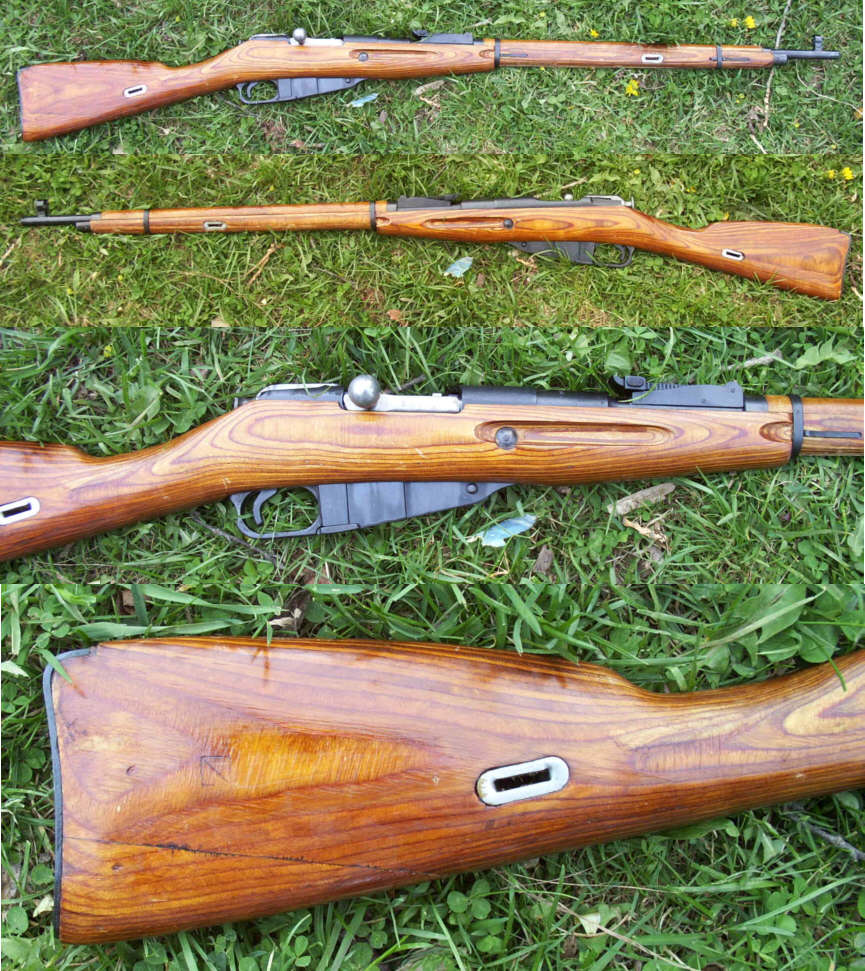
莫辛-納干M1891/30 ІІ
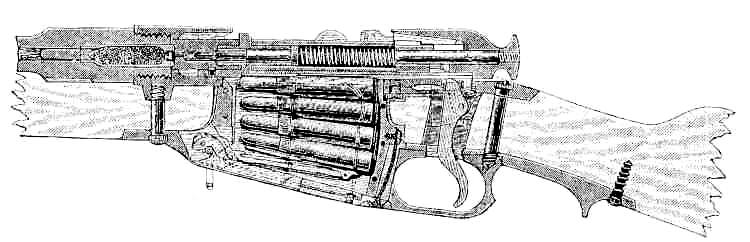
莫辛-納甘步槍槍機結構
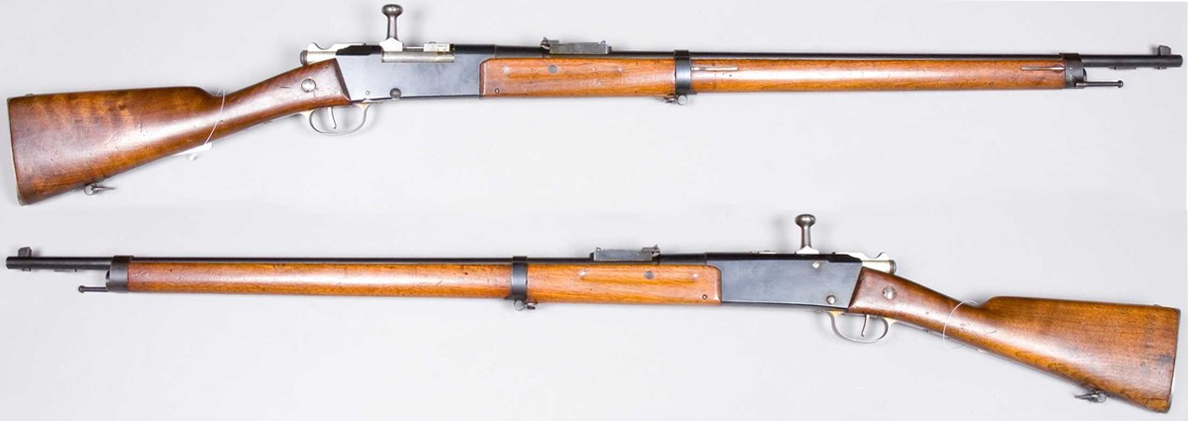
勒貝爾M1886步槍
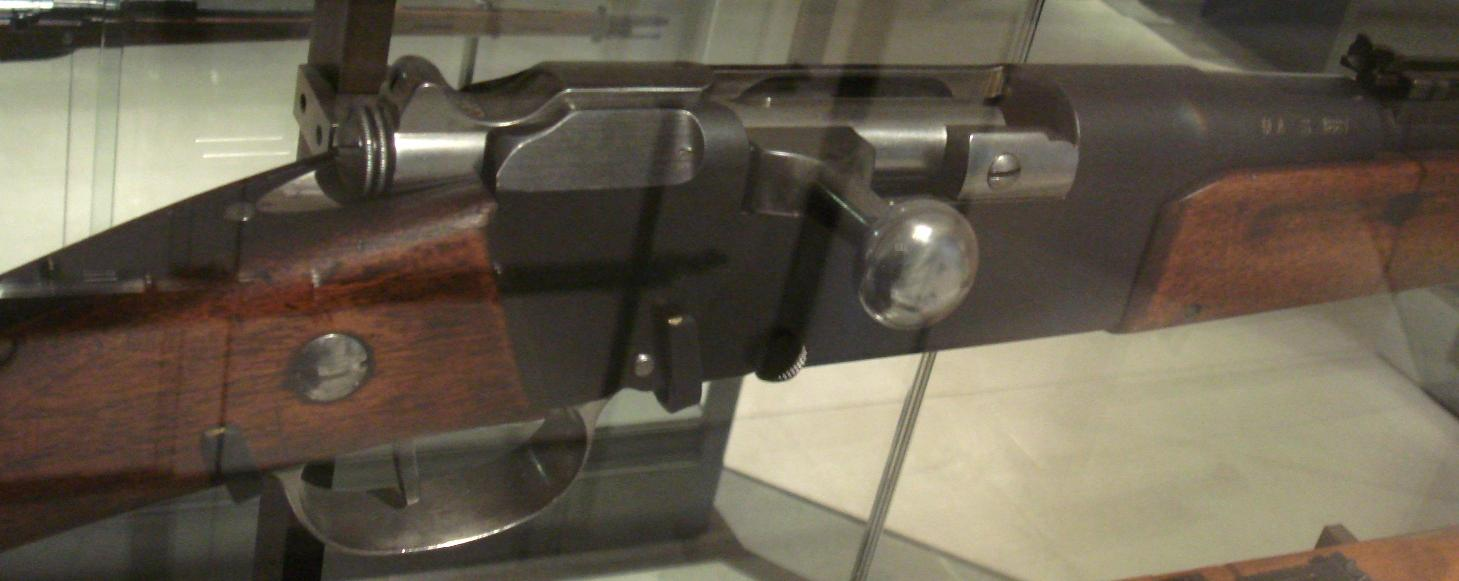
勒貝爾M1886步槍的槍機
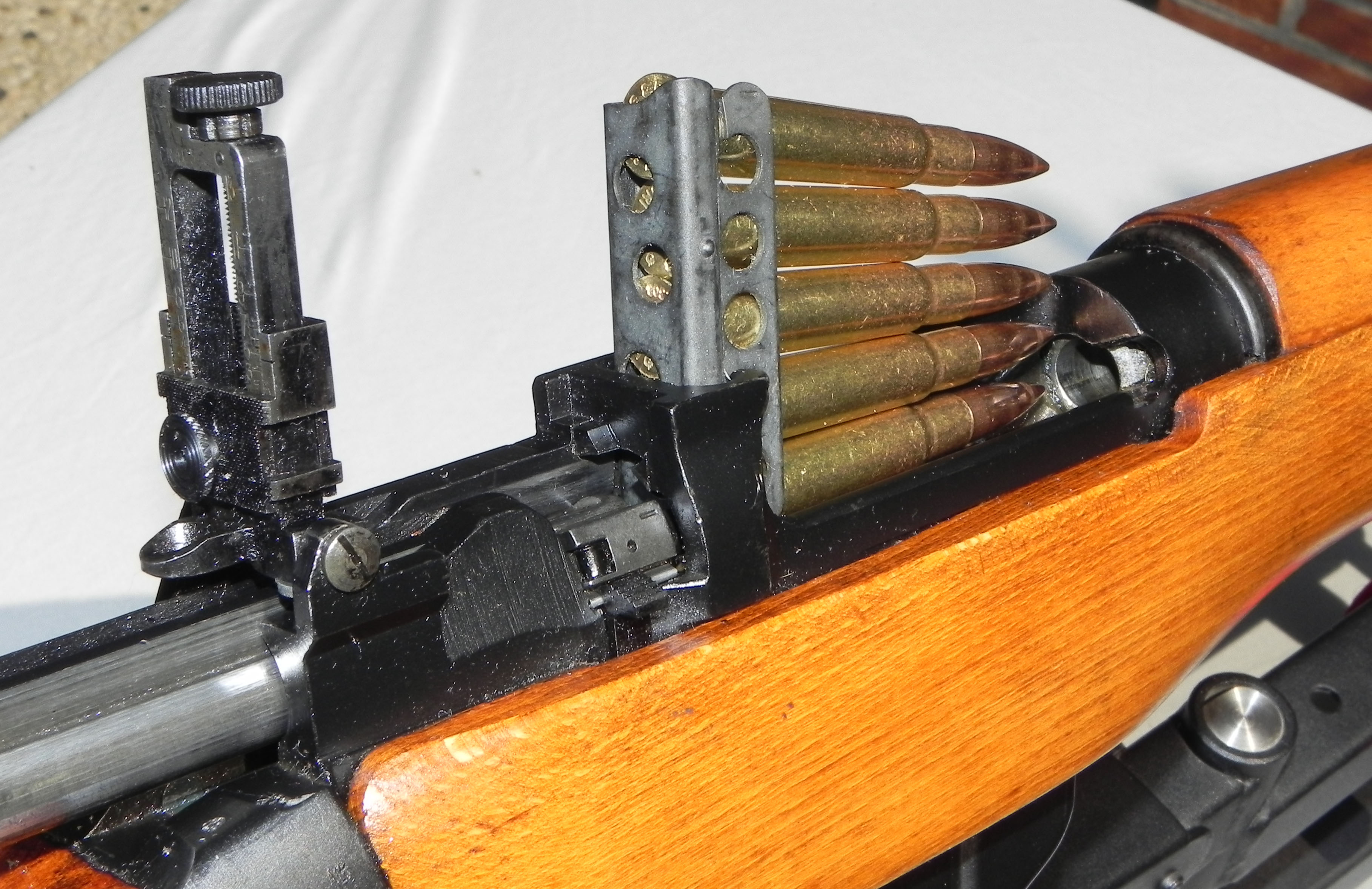
Lee-Enfield No4 Mk2-303Brit 五發裝彈莢壓入十發容量的彈倉，注意彈莢導槽後凹處是此款槍的槍機凸耳卡槽。
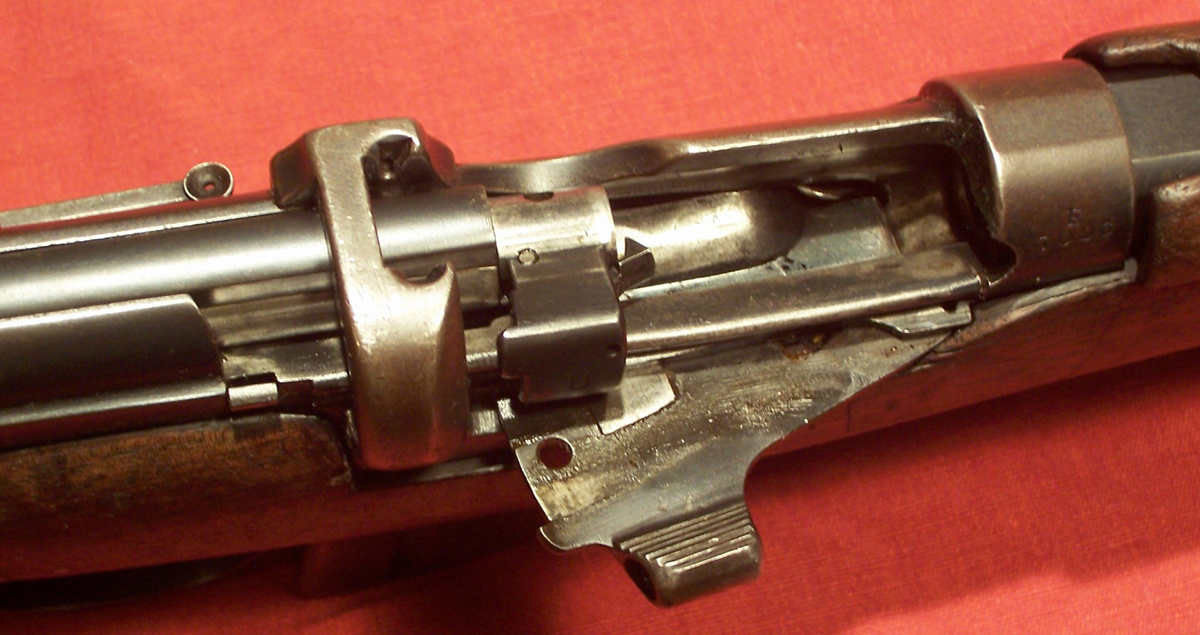
SMLE Mk III的機匣圖片，附有彈倉供彈隔斷器
Rotating Bolt 示意圖顯示槍機凸耳（Bolt Lug）在膛室內進行閉鎖膛室動作
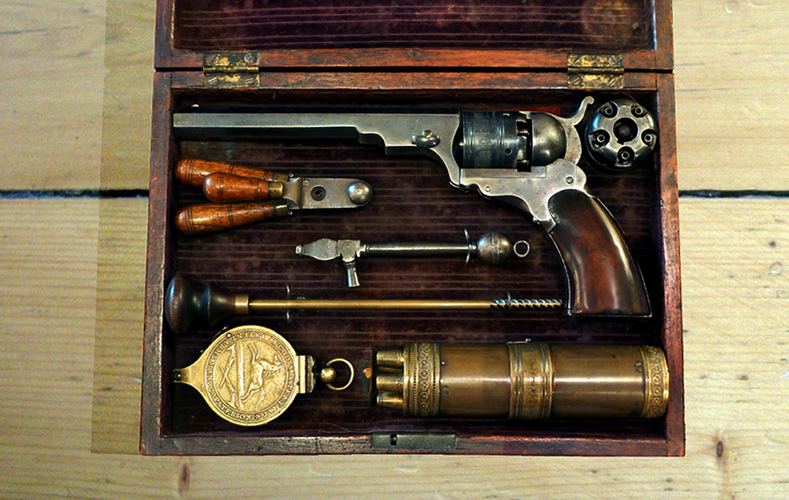
使用非定裝彈的左輪手槍及附屬工具、彈藥
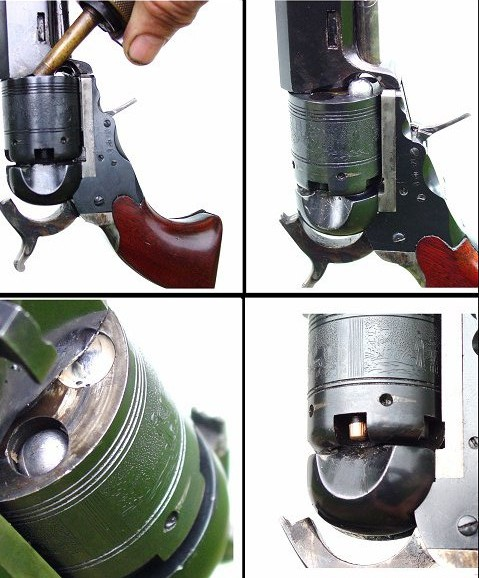
使用非定裝彈的左輪手槍，先向彈巢前彈穴填黑火藥，塞上彈丸，在彈巢後彈穴填上雷汞火帽
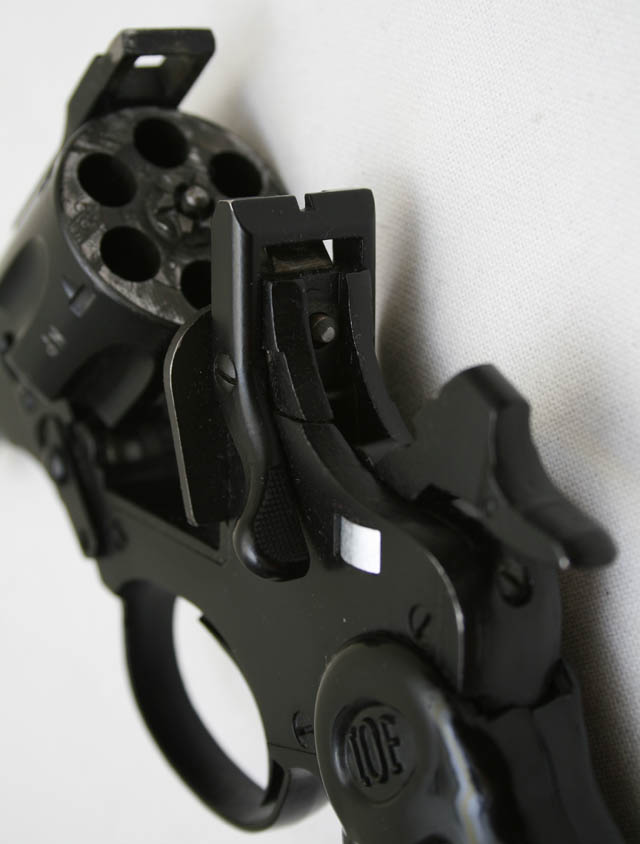
使用中折式閉鎖，可快速更換更換彈巢或不可更換彈巢改用圓形彈夾條裝彈
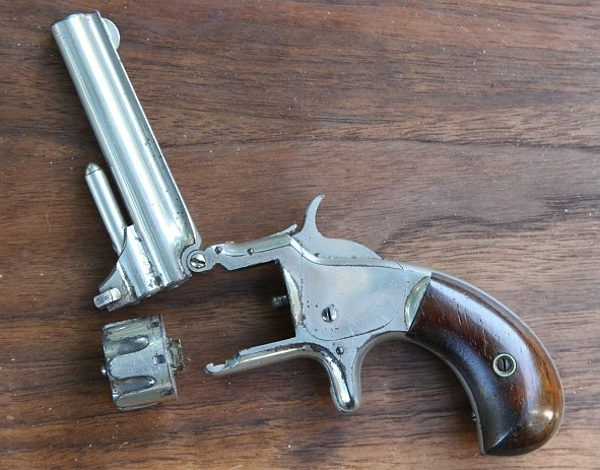
使用中折式閉鎖，可快速更換彈巢的設計
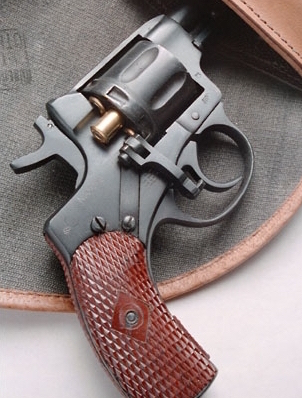
從轉輪彈巢和握把間填裝子彈的左輪手槍
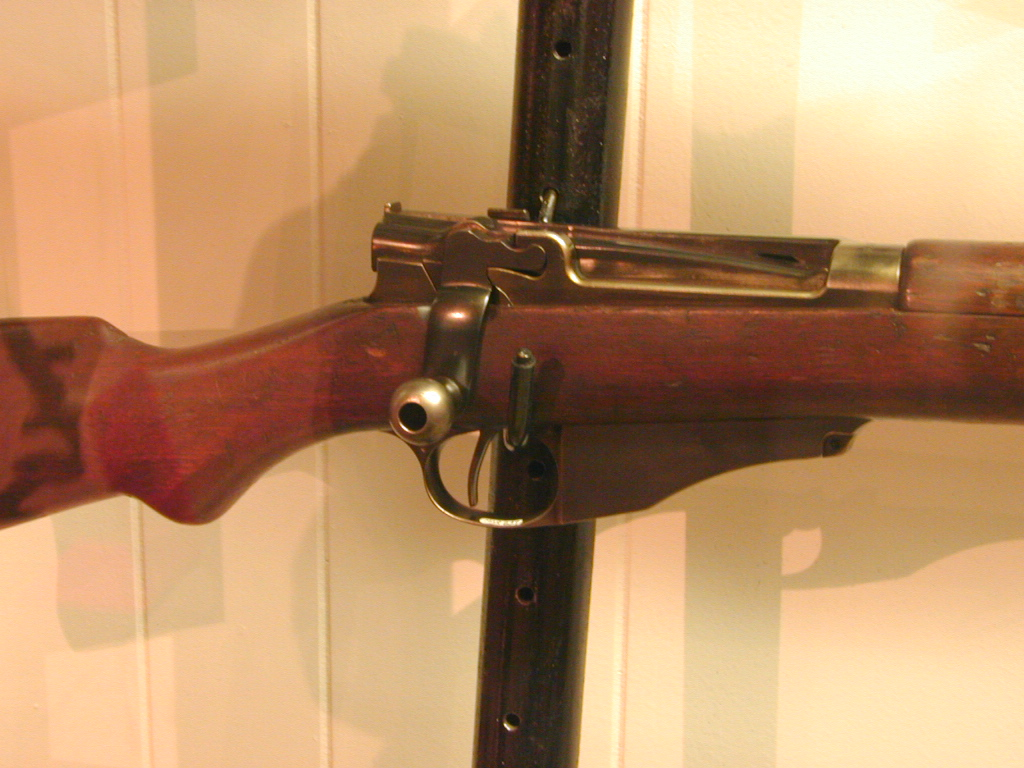
美國 M1895 李 海軍型步槍直拉式槍機閉鎖狀態
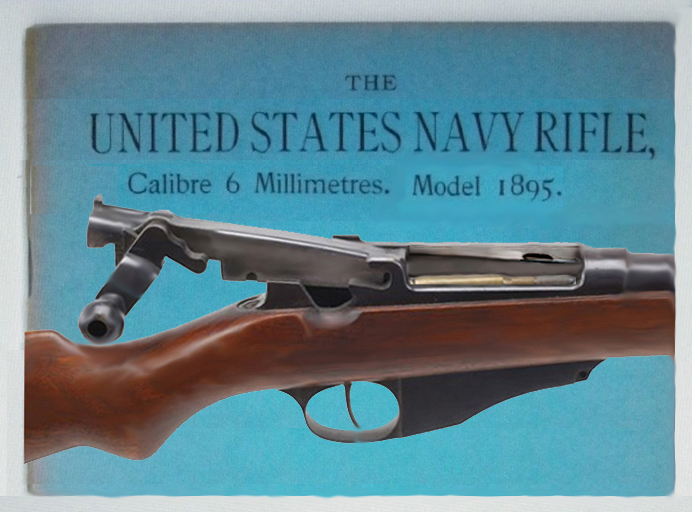
美國 M1895 李 海軍型步槍直拉式槍機動作（straight pull action）開鎖狀態
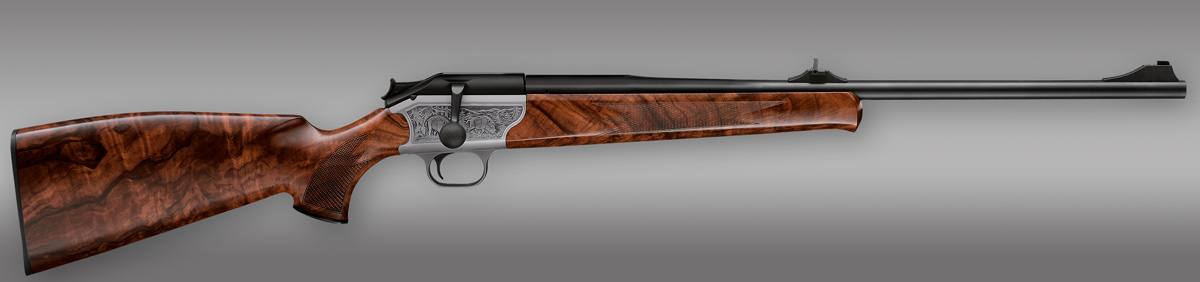
德國 Blaser R93
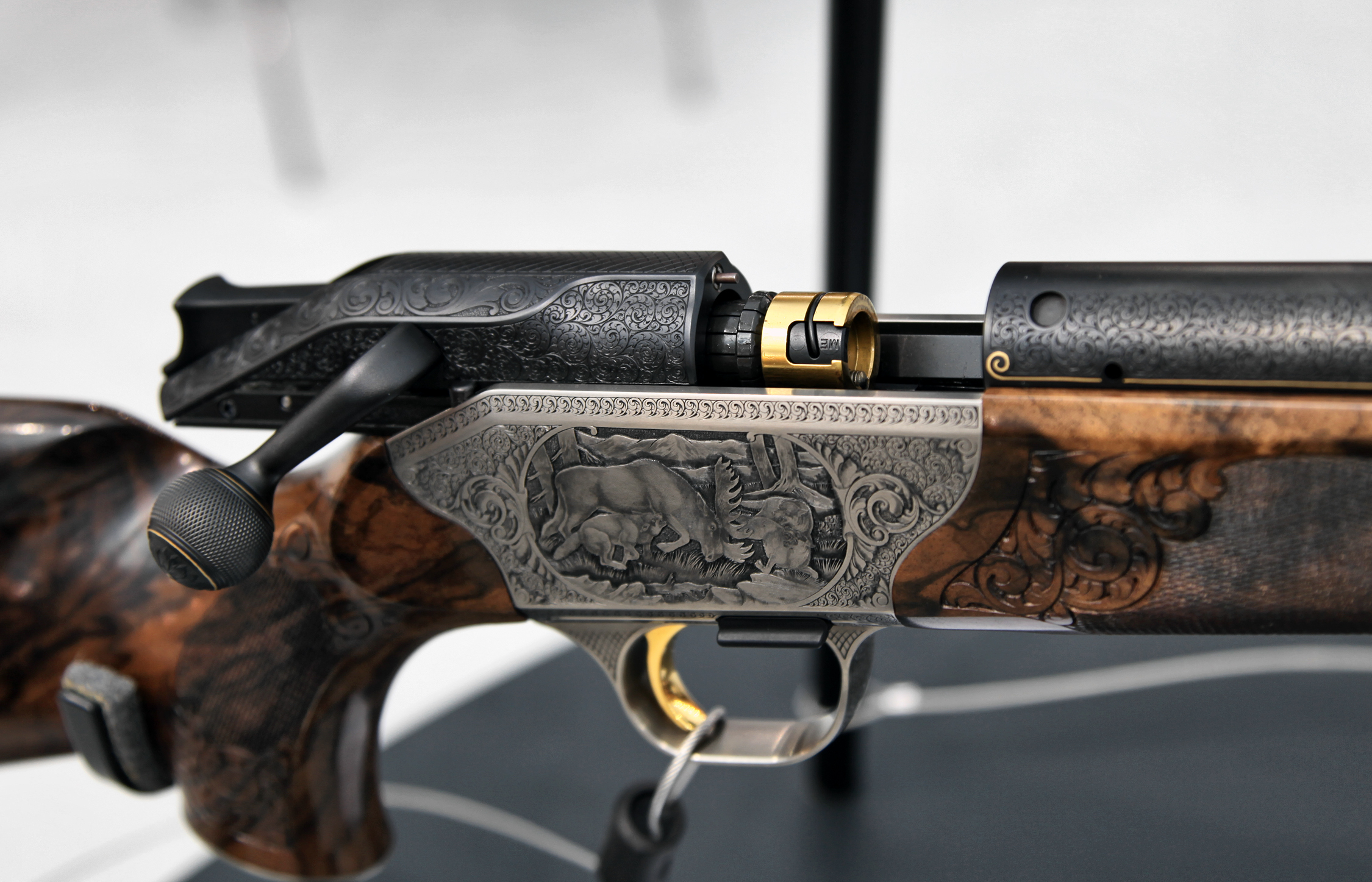
德國Blaser R93 採用「Radialbundverschluss」槍機動作原理
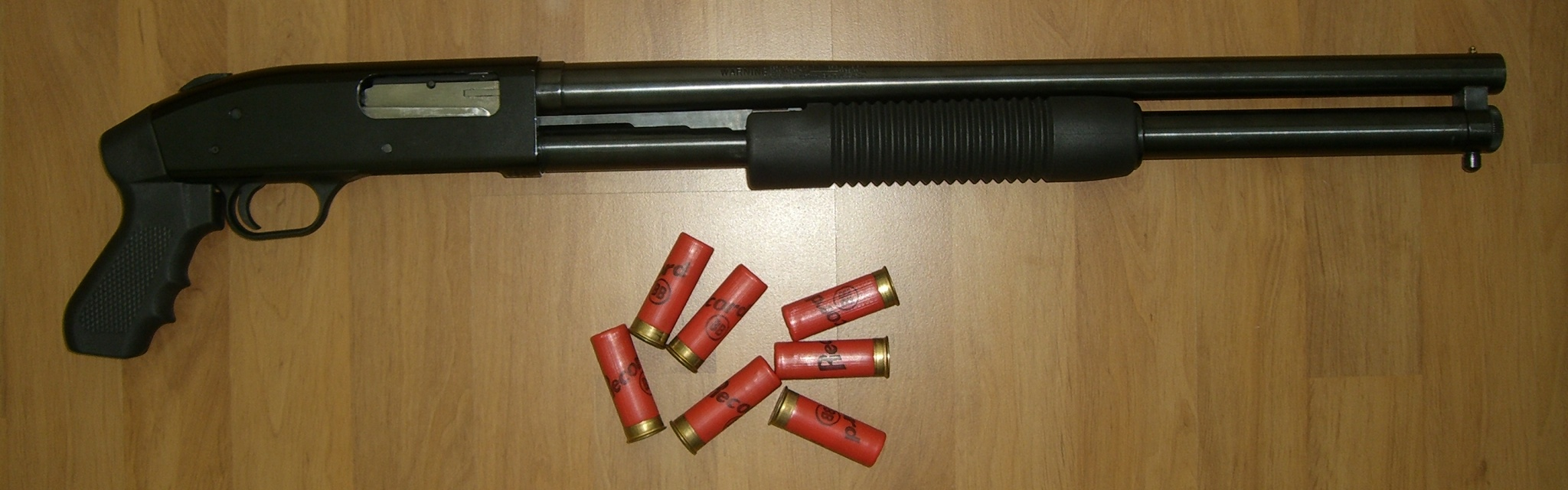
無槍托的莫斯伯格500泵動式散彈槍
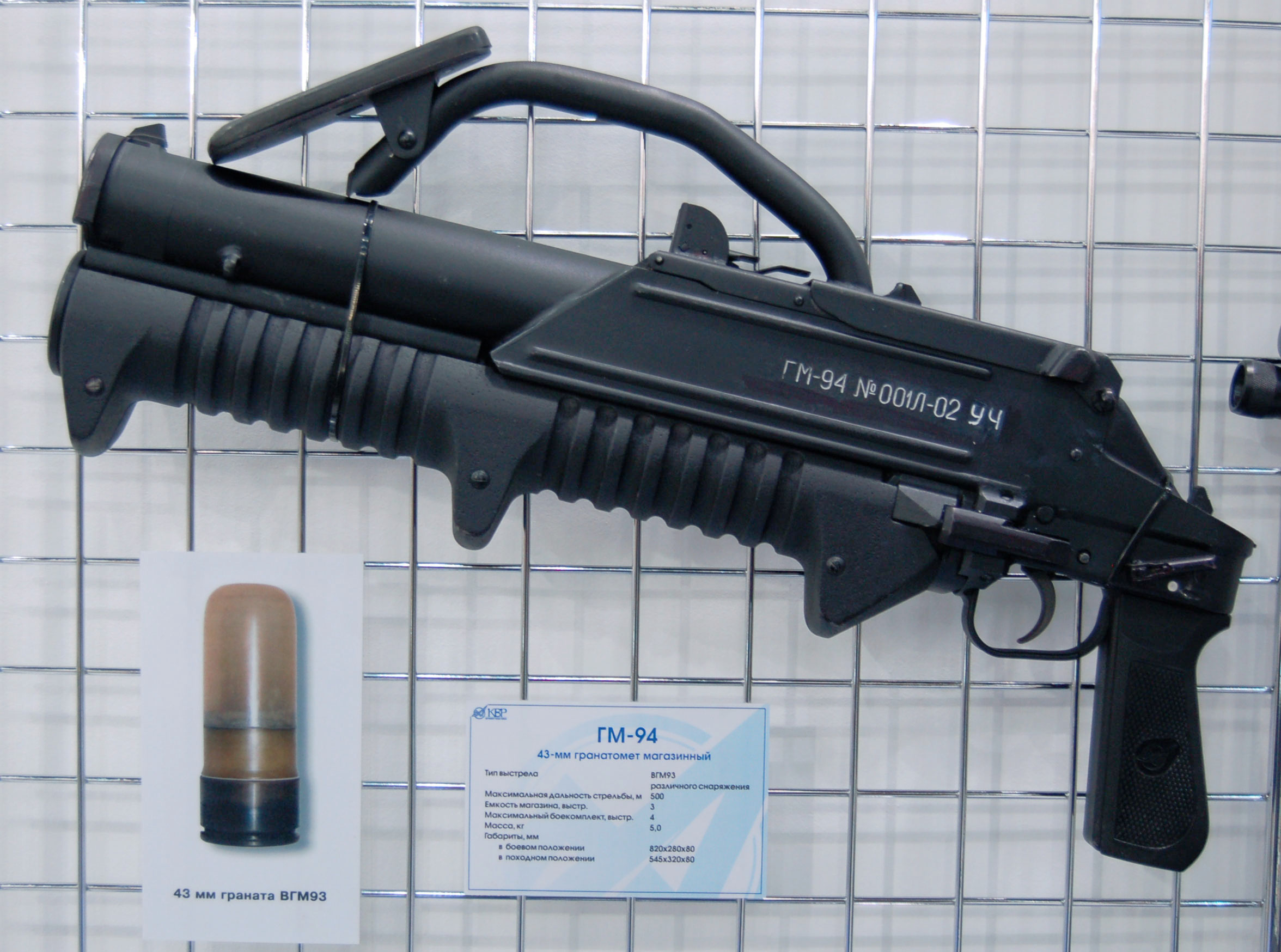
俄羅斯製泵動式榴彈發射器GM-94
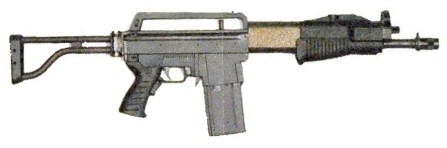
使用彈匣供彈散彈槍SPAS-15戰鬥散彈槍
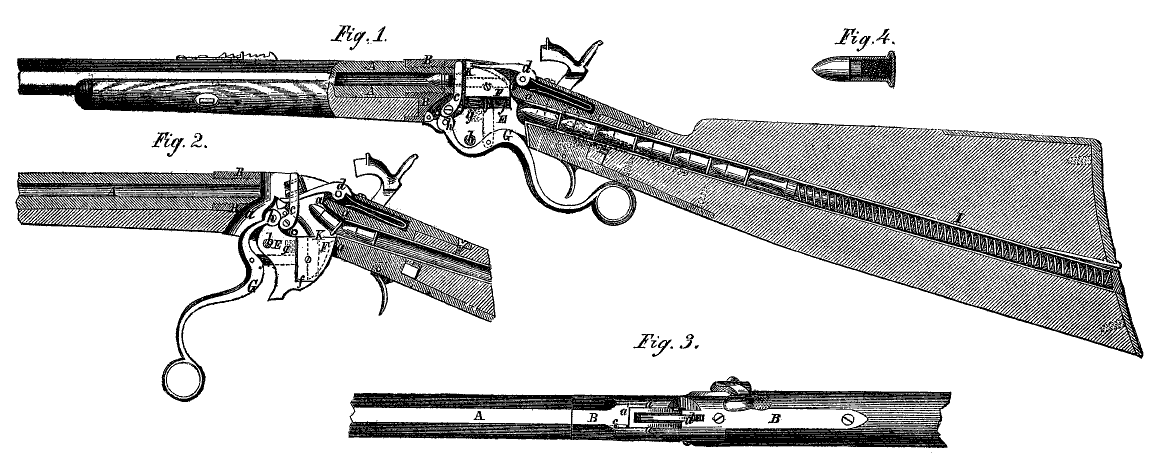
槓桿作用式槍機供彈運作圖
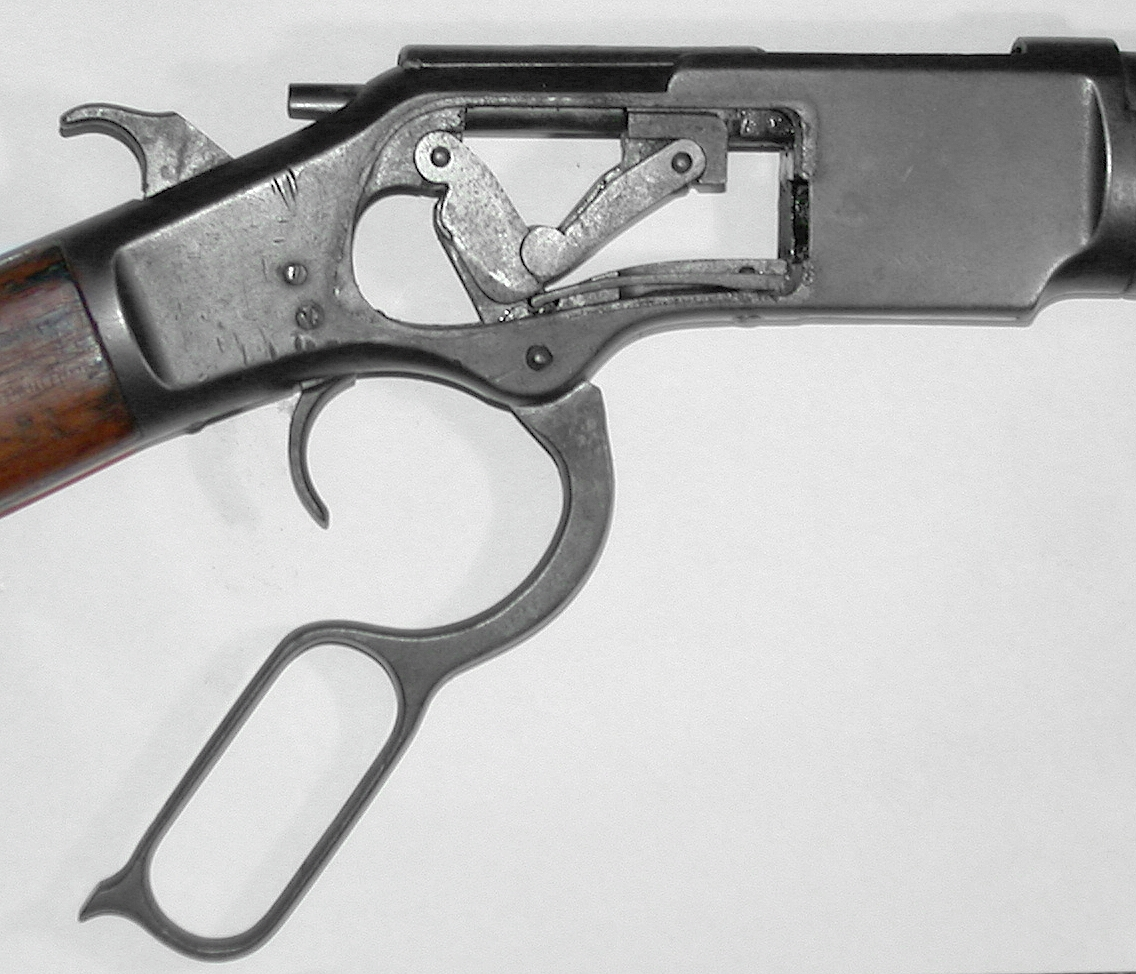
溫徹斯特 M1873型剖析圖，扳機護圈藉助連桿，讓閉鎖閂往復直線運動
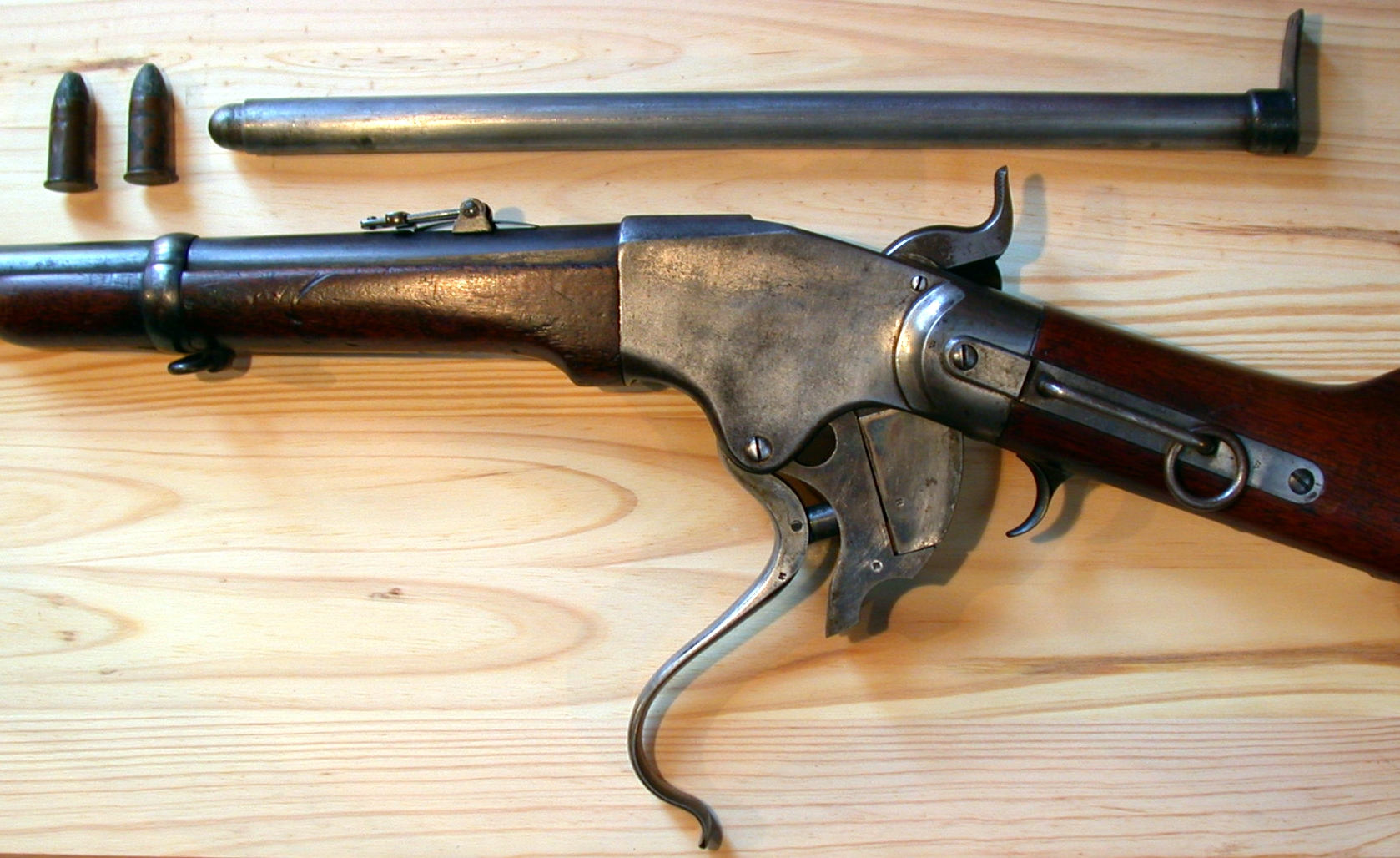
斯賓塞卡賓槍 M1865
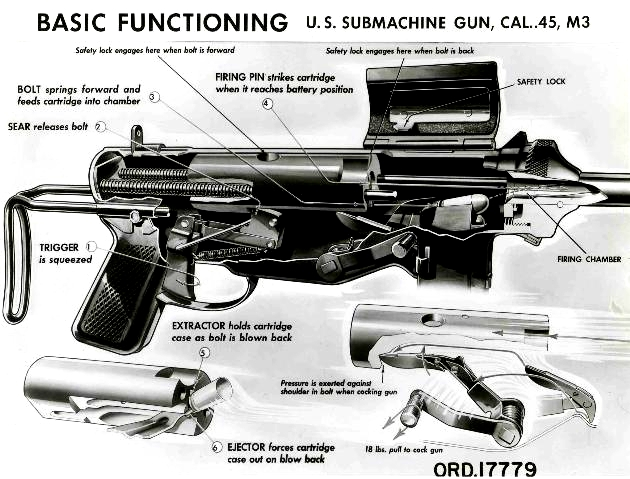
美製M3 衝鋒槍
200px
200px
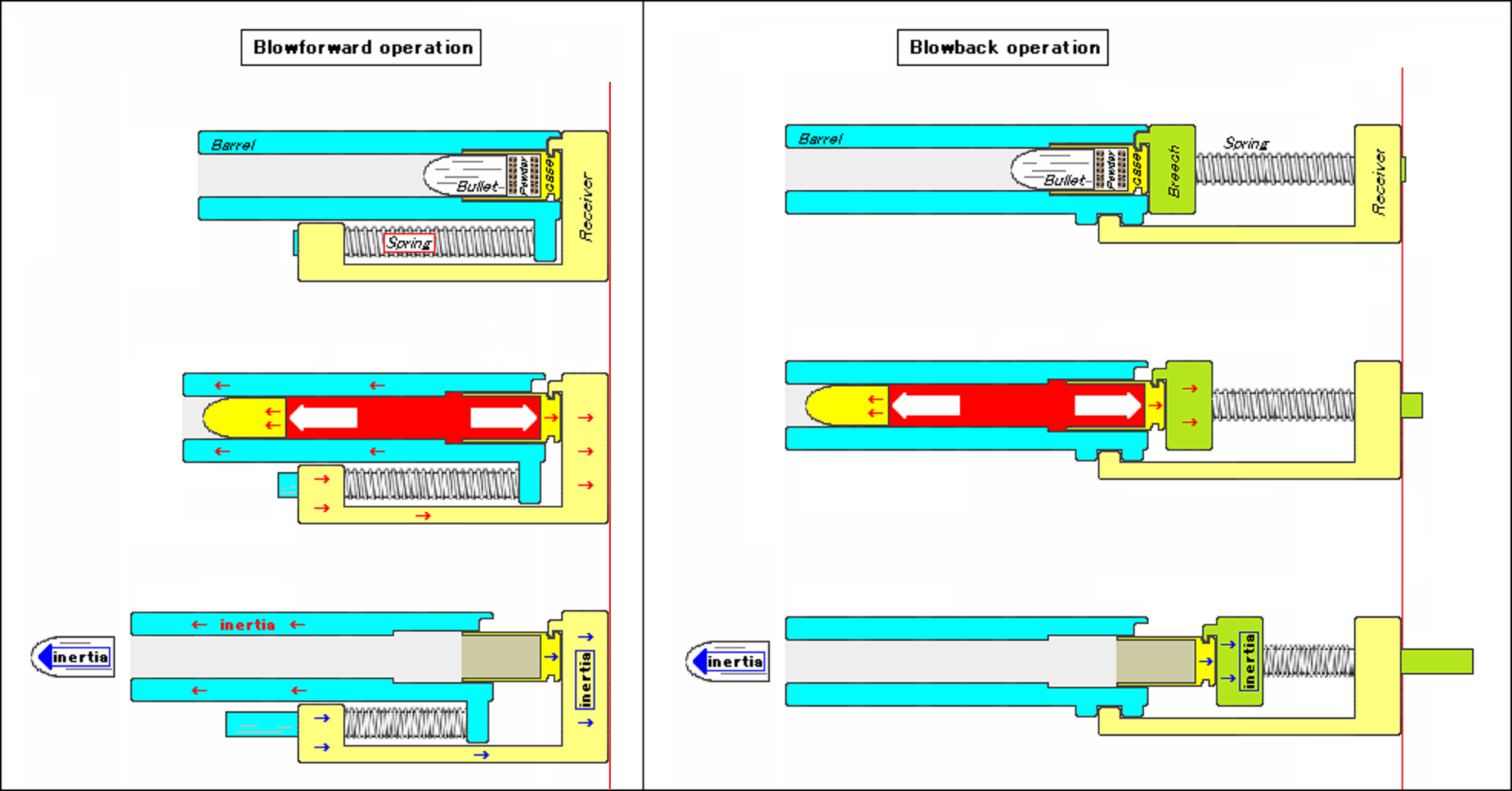
左為前衝作用原理，右為反衝作用原理
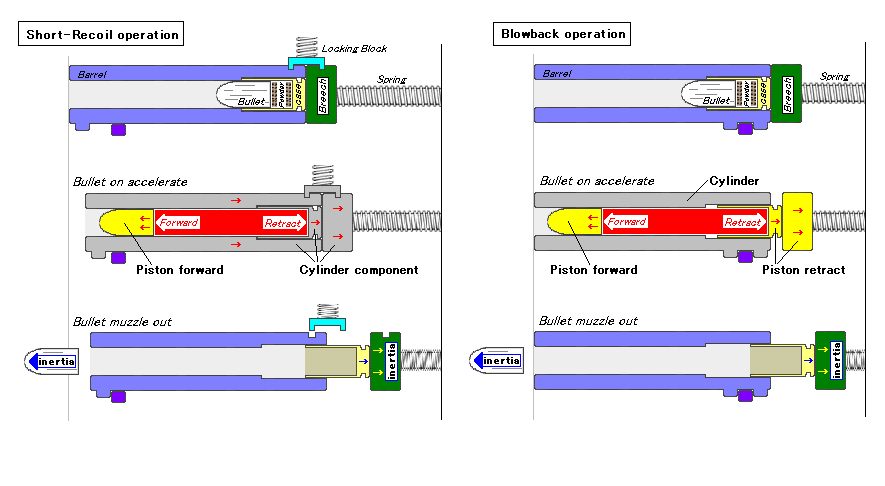
後座作用和反衝作用的差異處

## 註解
1. ↑  有人譯為起落式
2. ↑  有人譯為下沉式
3. ↑  「Rolling block」直譯是滾動塊閉鎖閂，有人譯為「滾輪式閂鎖」
4. ↑  「Hinged block」可譯成「鉸鍊式閉鎖閂」、「翻蓋式閉鎖閂」、「翻蓋式槍機」、「側面裝彈式槍機」、「翻動閉鎖式」。在美國相關文章也將春田步槍的閉鎖機制稱為「Trapdoor mechanism」，直譯成「活門板式」
5. ↑  出自日語漢字中折式（日语：なかおれしき、ブレイクアクション），或譯成「折管式槍機」

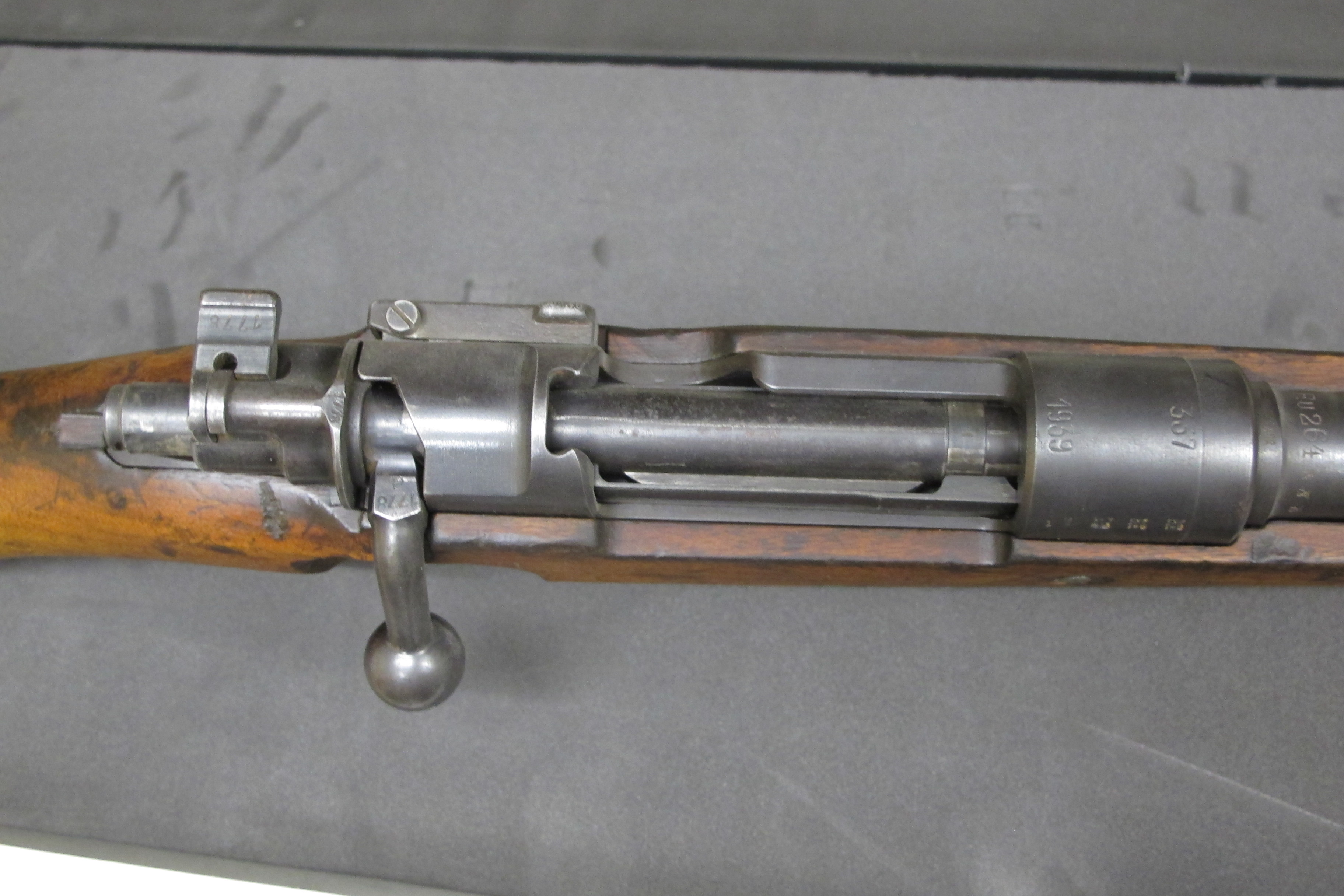
Kar98k步槍的機匣

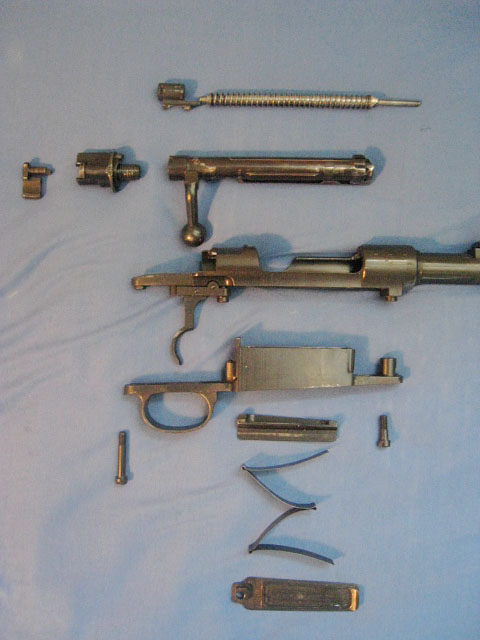
大部分解毛瑟步槍機匣組件（由上往下）：擊針組件（復進簧、擊針），槍機組件（保險模式選擇桿片、槍機管和拉柄），槍管節套機匣（槍管、板機組件），彈倉組件（扳機護圈、彈倉機匣和托彈板、托彈彈簧片、彈倉底板，固定螺絲

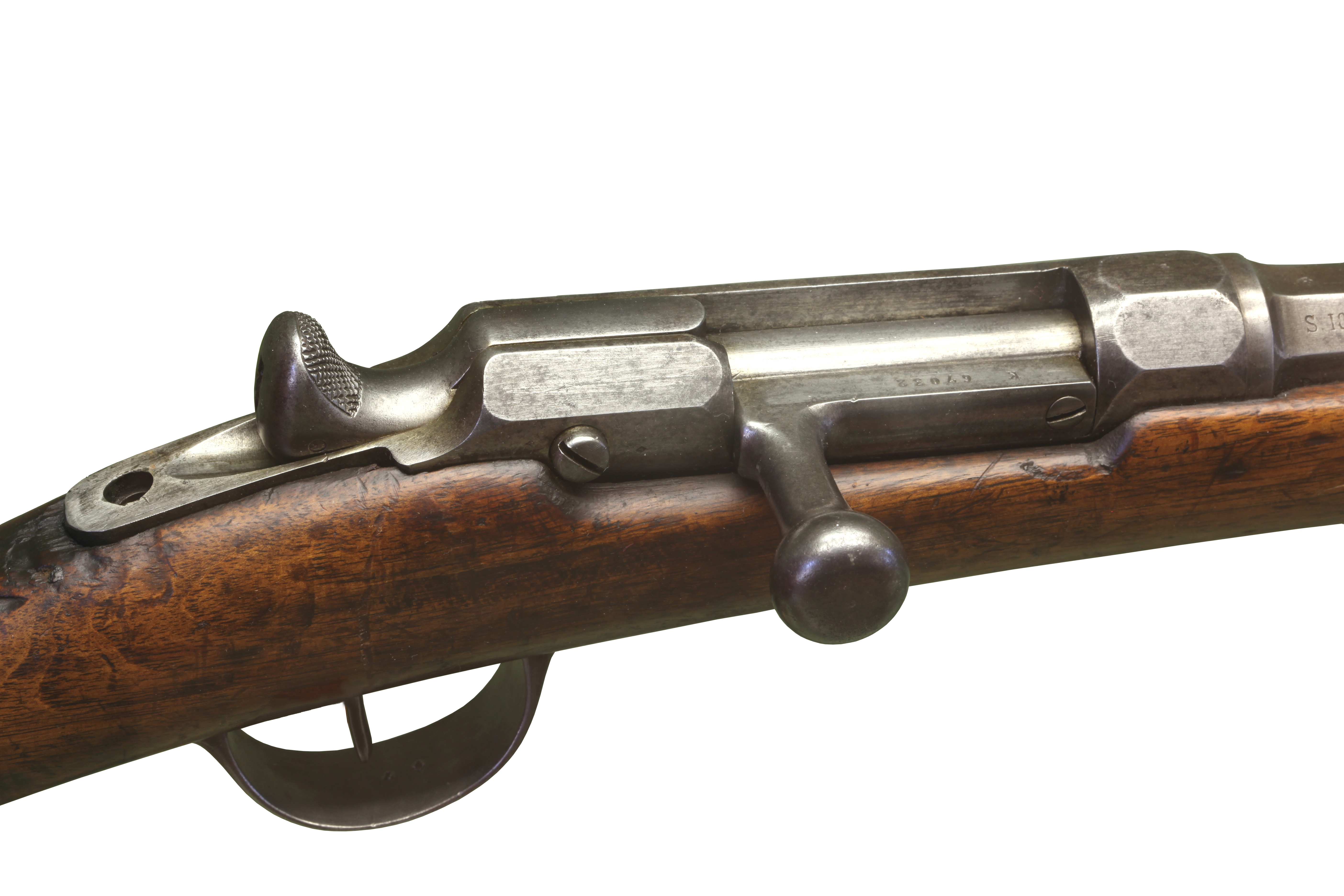
夏波賽步槍的機匣

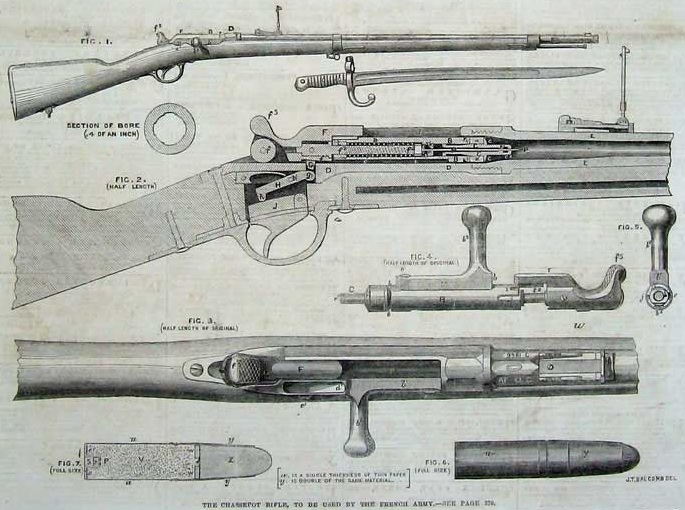
夏波賽步槍結構示意圖

6. ↑  英語版維基在Gewehr 98（英语：Gewehr 98）、Lee–Enfield（英语：Lee–Enfield）、M1903 Springfield（英语：M1903 Springfield）內容中將「Action 」一欄歸類為「Bolt action」
7. ↑  當德萊賽針發槍、夏波賽步槍和毛瑟1871型步槍在19世紀後期相繼問世時，以英語為主相關報導著作書籍對這類後膛槍把子彈裝上槍膛口後，以右手將類似「門閂桿」（Bolt）的金屬管上手柄（大多數射手都是右手，有圓頭的手柄當時放置在Bolt的右側）向上扳往後拉，向槍膛裝填子彈後，向前推往下轉，瞄準扣扳機發射，在一次次重複發射動作過程像把拉著門閂桿往復來去滑動，把這裝置叫「Bolt」，這單字在英漢字典譯成「門閂」、「螺栓」形容圓棒一端有六角形凸出的物體如「螺釘」。臺灣軍事術語字典把「Bolt（firearms）」、「Bolt action」各翻譯為「槍機」、「手動式槍機」，將「Bolt action rifle」（德語：Repetierbüchse）翻譯為單發式步槍或手動步槍，將「Action」譯為「槍機運作型式」
8. ↑  近代槍械如StG44突擊步槍、AKM突擊步槍的英文介紹關於Acition一欄描述都是歸屬「Rotating bolt 」，「Rotating 」直譯是旋轉、旋轉的
9. ↑  霰（xiàn）彈槍，早期霰為多音字讀作「霰sǎn彈槍」，與「散」同意，九十年代廢除了這個讀音，但在中國大部分人讀作「散彈槍」，現「散彈槍」亦指霰彈槍，兩種說法均為正確
10. ↑  在YouTube用相關字去找「bolt-release rifle」、「lever-release rifle」，「CZ 515 Tactical」，就能理解運作方式